# Smart Fortwo
Der Smart Fortwo (als Marke: smart fortwo), der bis Anfang 2004 als smart City-Coupé bezeichnet wurde, ist ein kleines Stadtauto. Er war das erste Modell der Automarke Smart.
Bis Januar 2018 liefen 1.946.191 Fortwo im Werk Smartville Hambach im französischen Hambach vom Band. Von 1998 bis 2018 wurden hauptsächlich Verbrennungsmotoren im zweisitzigen Fortwo verbaut, ab 2018 wurde der erste Schritt zur rein elektrischen Marke Smart EQ gemacht, die Smart seit 2020 ist.
Im März 2023 gab der Hersteller bekannt, dass ab April 2023 keine Bestellungen für den Fortwo mehr entgegengenommen werden. Die Produktion endete schließlich ohne Nachfolgemodell im März 2024.

## Entstehungsgeschichte
Die Entwicklungen begannen vor 1993 ursprünglich als Swatch-Car von Nicolas Hayek. Dabei sollte ein Kleinstwagen mit Elektroantrieb oder Hybridantrieb entstehen. Eine geplante Zusammenarbeit mit Volkswagen scheiterte. Hayek wandte sich daraufhin an Mercedes. Bis März 1994 entstanden zwei Designstudien. Da MCC das ursprüngliche Konzept der Konzentration auf das Wesentliche reduced to the max ebenso wie den geplanten Elektro- oder Hybridantrieb aufgab, verließen sowohl Hayek, als auch führende Mitglieder des Entwicklungsteams das Projekt. „Der heutige benzinbetriebene Smart ist ein Produkt aus dem Hause Daimler-Benz und hat nichts mit den Plänen des einstigen Swatch-Teams gemein.“
Übernommen wurde Hayeks Idee der „Speichertürme“, das sind gläserne turmartige Parkhäuser für Smart-Automobile „zum Sofort-Kaufen und Mitnehmen“.
Hayek hatte die Vision, dass jeder, der alles hat, mindestens zusätzlich ein Smart-Automobil als Kultgegenstand besitzt, „für zwei Personen und zwei Kasten Wasser“ und dieses quasi im Vorbeigehen erwirbt (in Analogie zu den Swatch-Uhren).
1995 wurde eine Designstudie des jetzt smart fortwo genannten Fahrzeuges auf der IAA vorgestellt. Das Auto wurde im Oktober 1998 in Europa in den Ausstattungsvarianten pure und pulse im Markt eingeführt. Das auf dem ersten Verkaufsprospekt abgebildete Fahrzeug hatte eine schwarze Karosserie („Tridion-Sicherheitszelle“) mit gelben Panels aus durchgefärbtem Kunststoff.
Im Jahr 1999 kam mit der Ausstattungsvariante passion eine Dritte hinzu.
Der Smart Fortwo hatte in der Diesel-Ausführung einen CO2-Ausstoß von 88 Gramm pro Kilometer (g/km). Mit der Einführung des überarbeiteten Modells der zweiten Generation des Fortwo im Herbst 2010 konnte der CO2-Ausstoß im NEFZ auf 86 g/km reduziert werden. Damit hatte er nach dem Kia Rio 1.1 CRDi ISG (85 g/km im gleichen Testzyklus) den zweitgeringsten CO2-Ausstoß unter den 2010 produzierten Großserien-Fahrzeugen mit Verbrennungsmotor.

## Smart 450 City-Coupé/Fortwo (1998–2007)
| Sterne im Euro-NCAP-Crashtest |

Der Fortwo (intern: C 450, Coupé – A 450, Cabriolet) ist ein heckgetriebenes, zweisitziges Auto mit 2,5 m Länge, 1,51 m Breite und 1,52 m Höhe.
Angetrieben wird er von einem Dreizylinder-Turbomotor, anfangs mit einem Hubraum von 599 cm³ und einer Leistung von 33 kW (45 PS), 40 kW (54 PS), ab dem Facelift 2003 45 kW (61 PS). Bei 135 km/h wird der Motor serienmäßig abgeregelt. In der Version mit Ottomotor verbraucht der Smart Fortwo 5,5 bis 6,5 Liter Super-Benzin je 100 km, abhängig von Bereifung und Fahrstil. Durch Chiptuning ist die Leistung des Motors auf etwa 59 kW (80 PS) steigerbar, dabei wird in der Regel auch die elektronische Abregelung aufgehoben und so die Endgeschwindigkeit deutlich erhöht. Der Motor ist hinter den Sitzen unter dem Kofferraum quer vor der Hinterachse eingebaut.
Serienmäßig hat er ein ESP (bis Anfang 2003 in Form eines als Trust-Plus bezeichneten und ohne Bremseneingriff nur durch Drosselung und Auskuppeln des Motors reagierenden „abgemagerten“ Systems, später als vollwertiges ESP), ABS, Airbags und ein sequentielles automatisiertes Sechsgang-Schaltgetriebe, je nach Ausstattung mit wahlweise automatisiertem Schalten.
Die komplette Hinterachseinheit mitsamt Motor und Getriebe wurde in einem der vier Äste der kreuzförmigen Smart-Fabrik von Thyssenkrupp Automotive für Smart hergestellt. Das ESP war bei der Konstruktion des Smarts nicht geplant, erst das mehrmalige Umkippen des Smarts beim sogenannten Elchtest – der fehlende, aber ursprünglich geplante Akku in der Bodengruppe machte sich bemerkbar – führte zu dem Entschluss, die Auslieferung um sechs Monate zu verzögern und vorerst das Trust-Plus nachzurüsten.
Die tragende Basis des Fahrzeugs ist die sogenannte Tridion-Sicherheitszelle aus hochfestem Stahl, an der dann die aus thermoplastischem Kunststoff hergestellten weiteren Karosserieteile und die Aggregate angebracht wurden. Das Fahrwerk besteht vorn aus MacPherson-Federbeinen mit Dreieckslenkern (1998–1999 GFK-Blattfedern) mit einer Zahnstangenlenkung (sehr selten mit elektrischer Servolenkung). Hinten gab es eine starre De-Dion-Achse mit Schraubenfedern und hydraulischen Stoßdämpfern, deren U-förmig gebogenes Achsrohr als Deichselachse vor dem Motor am Chassis gelagert ist und hinten von zwei Querlenkern geführt wird. Weiche Gummilager gleichen den veränderlichen Abstand zwischen den Aufhängungspunkten aus. Vorn sind Scheiben-, hinten Trommelbremsen eingebaut.
Im November 1999 wurde ein am Fahrwerk (Schraubenfedern in Federbeinen statt GFK-Blattfedern) und im Innenraum (Standard-Stofffarbe Grau statt Blau) überarbeitetes Modell herausgebracht. Ab Januar 2000 war der Smart Fortwo auch mit einem Common-Rail-Diesel, interne Bezeichnung OM 660, erhältlich. Dieser Motor war mit 0,8 Liter (799 cm³) Hubraum bei drei Zylindern der damals kleinste in Serie gefertigte PKW-Dieselmotor der Welt, mit einem Normverbrauch von 3,3 l/100 km und einer Leistung von 30 kW (41 PS).

### Querparken
Weil er nur 2,5 Meter lang ist, passen oft zwei Smart Fortwo in eine normale Parklücke. Auch findet man in verschiedenen Parkhäusern spezielle kleine Smart-Parkplätze (sogenannte „3-Meter-Parkplätze“).
Ob das von einigen Smart-Fahrern praktizierte Querparken gegen die deutsche Straßenverkehrs-Ordnung (StVO) verstößt, ist umstritten. Aus § 12 Abs. 4 StVO ergibt sich kein eindeutiges Gebot, parallel zum Fahrbahnrand zu parken. Das Querparken verstößt aber gegen die StVO, wenn das querparkende Fahrzeug aus der Parklücke so weit hervorsteht, dass der fließende Verkehr behindert und gefährdet wird. Hingegen ist das Querparken zulässig, wenn es die örtlichen Verhältnisse erlauben, also entweder die Parklücke breit genug ist oder von normalen Fahrzeugen nicht nutzbarer „toter“ Raum im Anschluss an Schrägparker zum Parken genutzt werden kann.
In Österreich verstößt das Querparken gegen § 23 Abs. 2 StVO.
Auch das Wiener Übereinkommen über den Straßenverkehr schreibt in Art. 23 Abs. 2 lit. b Parallelparken vor, außer wo die örtlichen Verhältnisse etwas anderes erlauben.

### Plagiat
Der Shuanghuan Noble sieht dem Smart Fortwo ähnlich, unterscheidet sich jedoch technisch.

### Galerie

Heckansicht
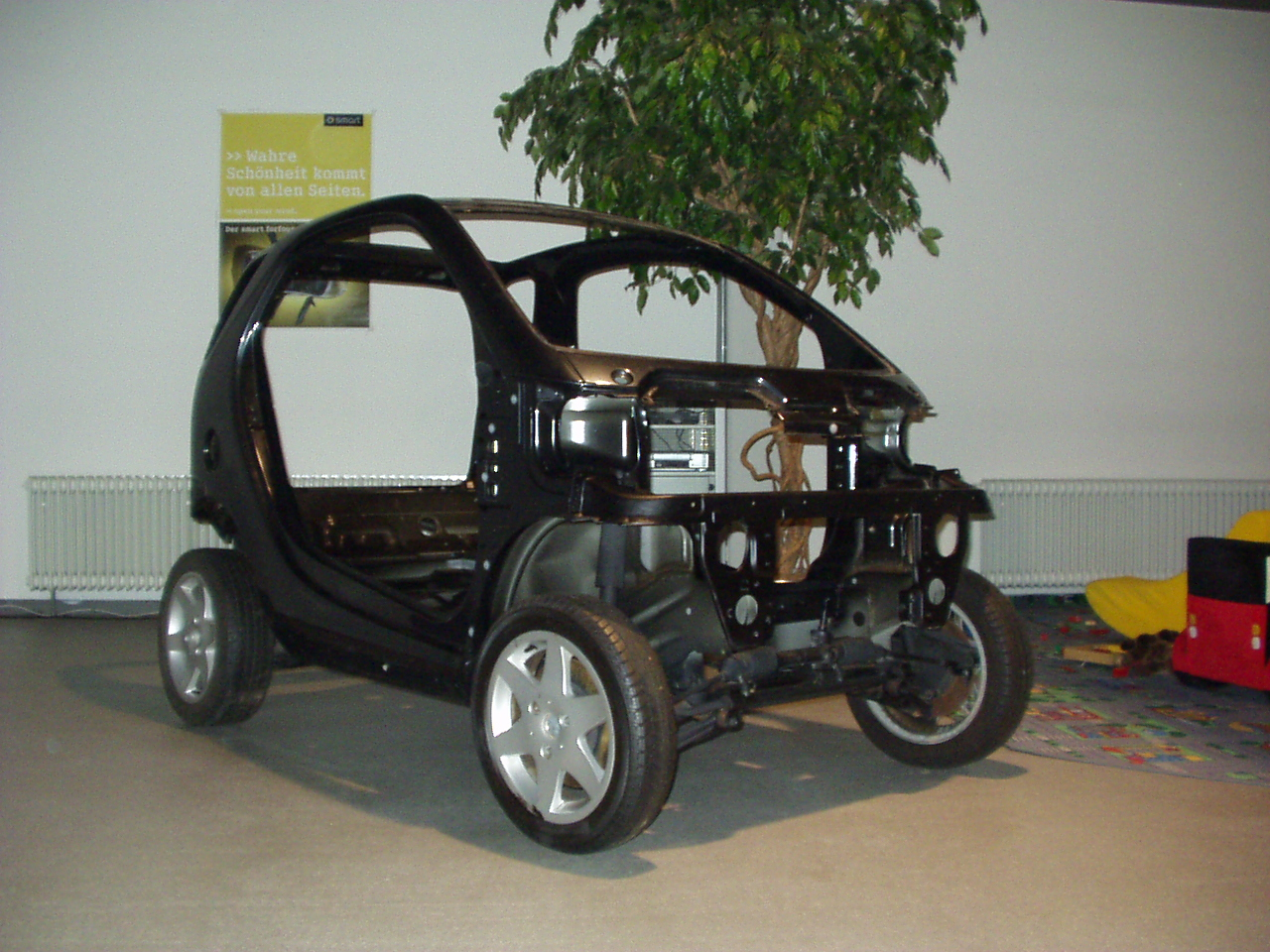
Tridion-Sicherheitszelle des Smart
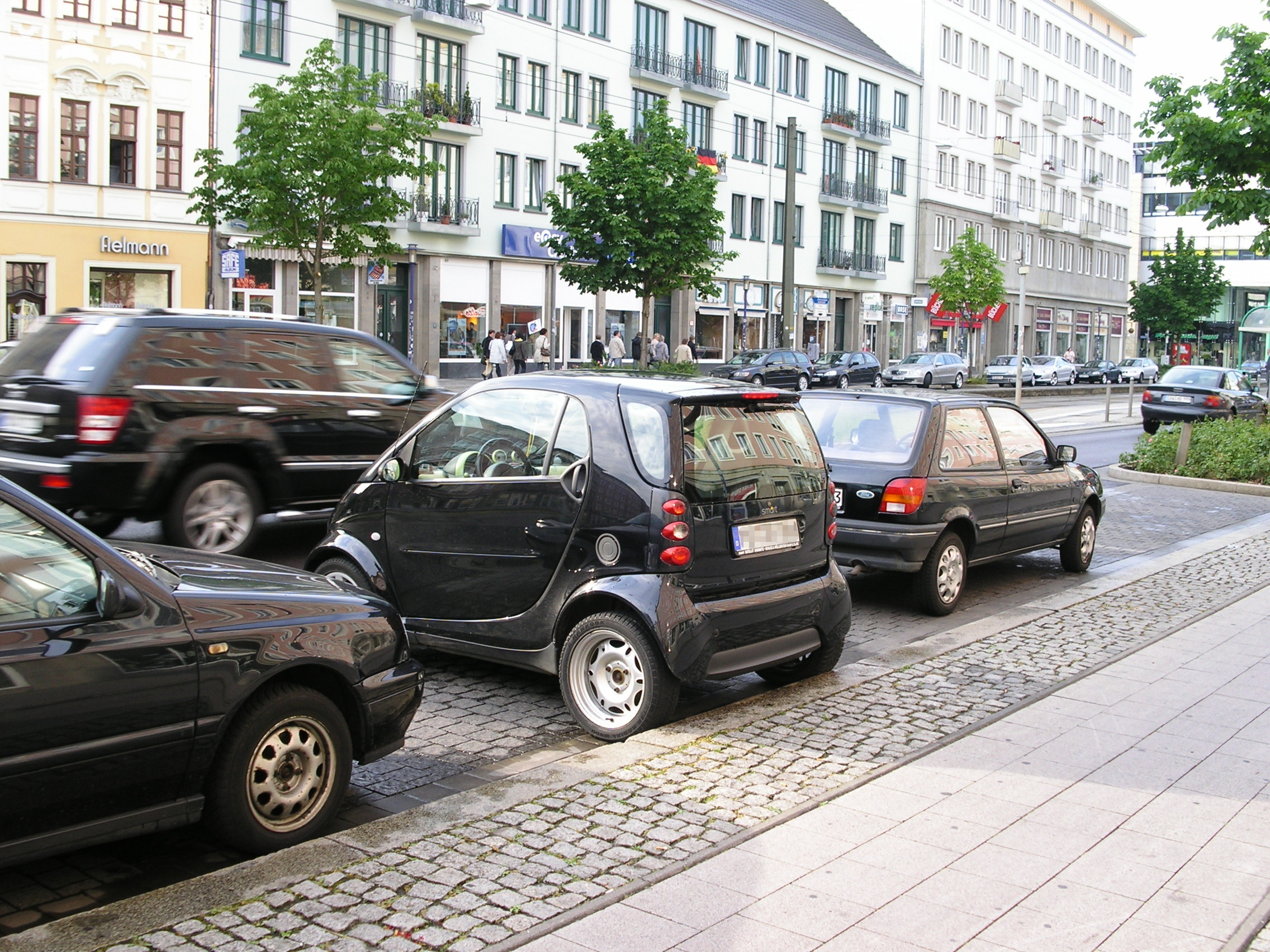
Querparken mit dem Smart

### Modellpflege (2003)
Im Januar 2003 erschien die überarbeitete 2nd generation genannte Ausführung des Smart Fortwo mit einem größeren Ottomotor mit nun 698 cm³ Hubraum, einer Leistung von 37 kW (50 PS) oder 45 kW (61 PS) und erweitertem ESP mit Bremseingriff auf einzelne Räder. Dabei wurde zum wiederholten Male das Fahrwerk überarbeitet und die Karosserie um 10 mm höher gelegt, weil nun das ESP fahrdynamische Einflüsse des höheren Schwerpunktes ausglich.
Der Luftwiderstandsbeiwert des Wagens beträgt 0,37.

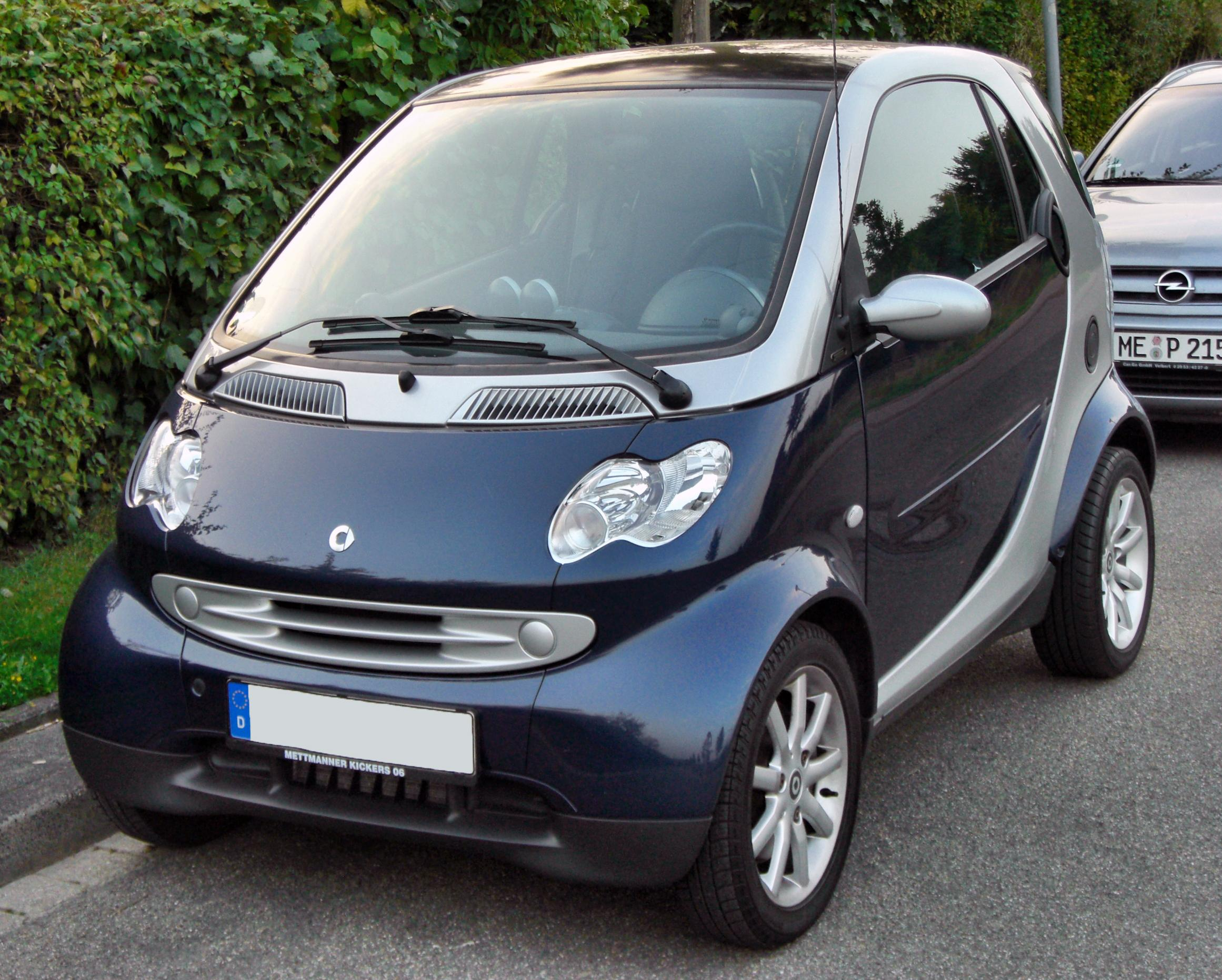
Smart Fortwo (2003–2007)
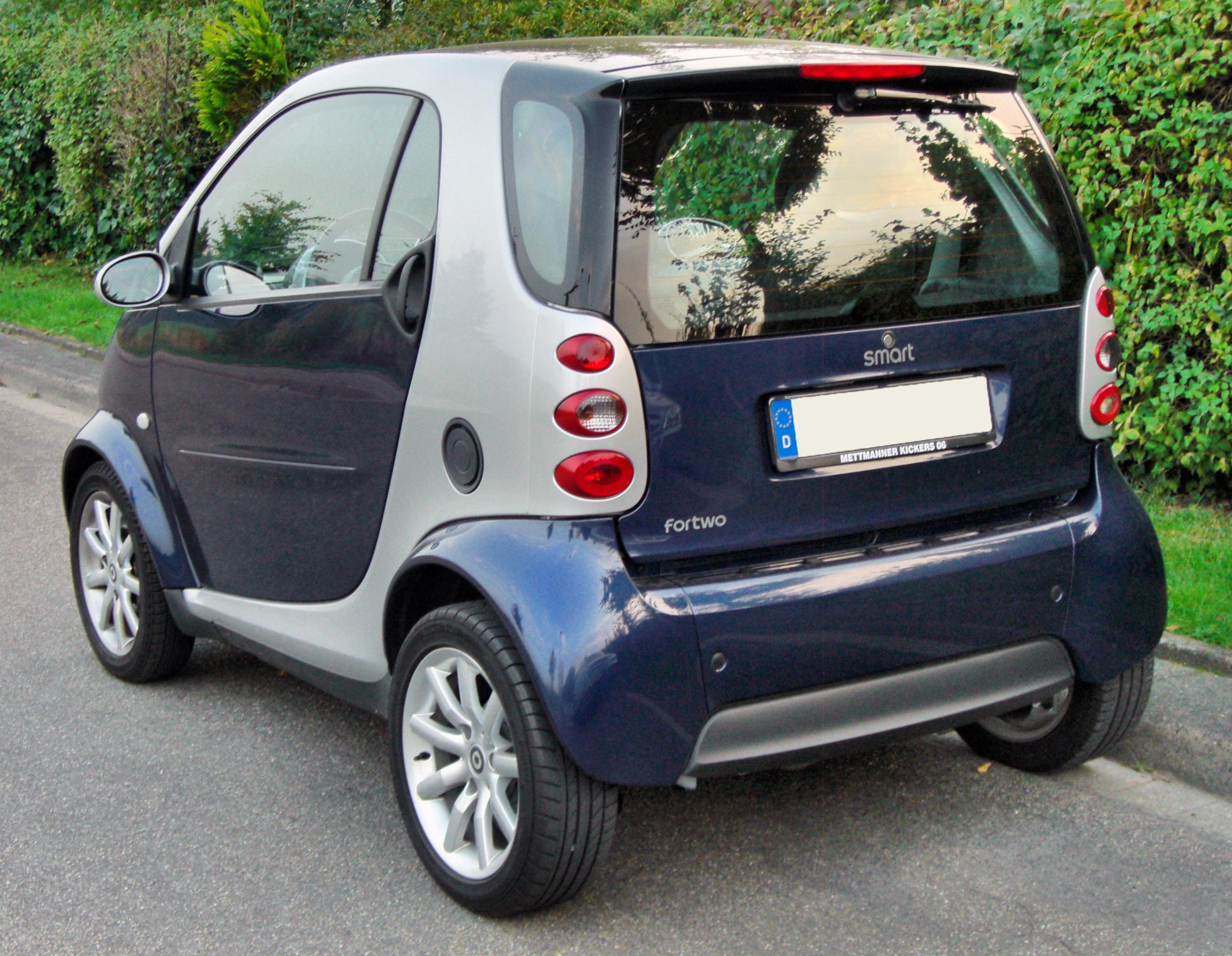
Heckansicht

### Fortwo 450 Brabus
Das Joint Venture Smart-Brabus produzierte ab 1999 Smart-Fortwo-Modelle, die optisch und technisch veredelt wurden.
Der Smart-Brabus Fortwo der ersten Generation war ein direkter Nachfahre des Brabus 1st Edition, des ersten Sondermodells. Die Fahrzeuge waren mit einem leistungsgesteigerten 0,7-Liter-Motor mit 55 kW (75 PS), Sportfahrwerk und einer elektronischen Geschwindigkeitsbegrenzung ausgestattet, die eine Höchstgeschwindigkeit von 150 km/h erlaubte. Äußerlich unterschieden sie sich vom Serienmodell durch spezielle Räder, breitere Reifen, stärker ausgeformte und in Wagenfarbe lackierte Schweller, verbreiterte Kotflügel hinten, eine geänderte Frontmaske, einen in der Mitte des Hecks angeordneten Doppelrohrsportauspuff, sowie ein aufgewertetes Interieur.

#### Fortwo 450 Brabus 101
Außerdem bot Brabus im Jahr 2005 ein auf 101 Fahrzeuge limitiertes Sondermodell „Brabus-smart fortwo 101“ an. Dieses kostete 39.900 Euro und bot, neben einer auch die Sicherheitszelle umfassenden Sonderlackierung in Racing-Red (Ferrari-Rot), einen auf 74 kW (99 PS) leistungsgesteigerten Motor. Die Beschleunigung von 0 auf 100 km/h betrug 11,9 s; die Höchstgeschwindigkeit wurde bei 160 km/h abgeregelt. Fahrwerk und Reifen wurden an diese Geschwindigkeit angepasst. Bis zur IAA 2005 wurden 35 Fahrzeuge verkauft.

### Fortwo 450 Cabrio

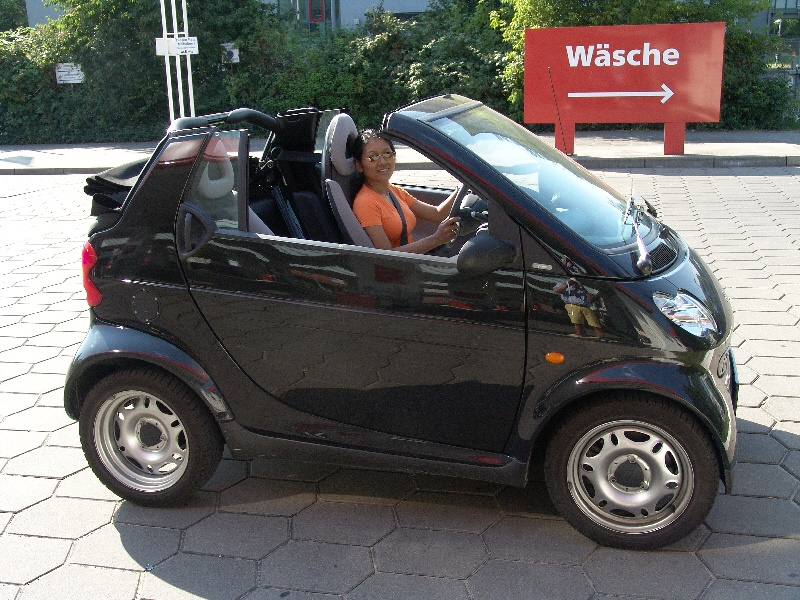
Smart Fortwo Cabrio (2003–2007)

Das Smart Fortwo Cabrio ist ein Cabriolet mit elektrisch zu öffnendem Stoffdach und herausnehmbaren Dachholmen. Es wurde im März 2000 eingeführt. Es entsprach in seiner Motorisierung und Ausstattung einem Fortwo Coupé (Ottomotor mit 45 oder 50 PS nicht lieferbar). Das elektrische Stoffverdeck lässt sich in drei verschiedenen Varianten offen nutzen. Zum einen lässt sich das Verdeck elektrisch auch während der Fahrt bis zum Überrollbügel öffnen und schließen. Den hinteren Teil des Verdecks kann man per Knopfdruck elektrisch entriegeln, muss es aber händisch in die Verriegelung drücken, so dass es zusammengefaltet über dem Kofferraumdeckel liegt. In dieser geöffneten Stellung lassen sich die seitlichen Dachholme herausnehmen und in dafür vorgesehenen Halterungen in der Heckklappe verstauen. Das verstärkt das Gefühl, in einem Cabriolet zu sitzen. Nach elektrischer Entriegelung kann das Dach per Hand geschlossen werden. Im geschlossenen Zustand kann der hintere Verdeckteil über der Kofferraumklappe für eine bessere Belademöglichkeit halb hochgefaltet werden. Das Stoffverdeck stammt von Webasto.
Ab dem Modelljahr 2001 (1st Generation) bekam das Cabrio in den Modellvarianten pulse und passion einen mit hellem Stoff verkleideten Dachhimmel. Das Smart-Cabrio mit CDI-Diesel-Motor war das weltweit einzige 3-Liter Cabrio in Serienproduktion. Im Frühjahr 2005 erschien die Sonderedition sunray für das Cabrio mit Verdeck in Rot und standardmäßiger Lackierung im Sonderton flare black metallic. Zusätzlich waren ein Radio mit CD-Wechsler und ein Sound-Paket serienmäßig integriert. Die sunray edition war für Cabrio und Coupé auf insgesamt 1500 Exemplare begrenzt.

### Crossblade

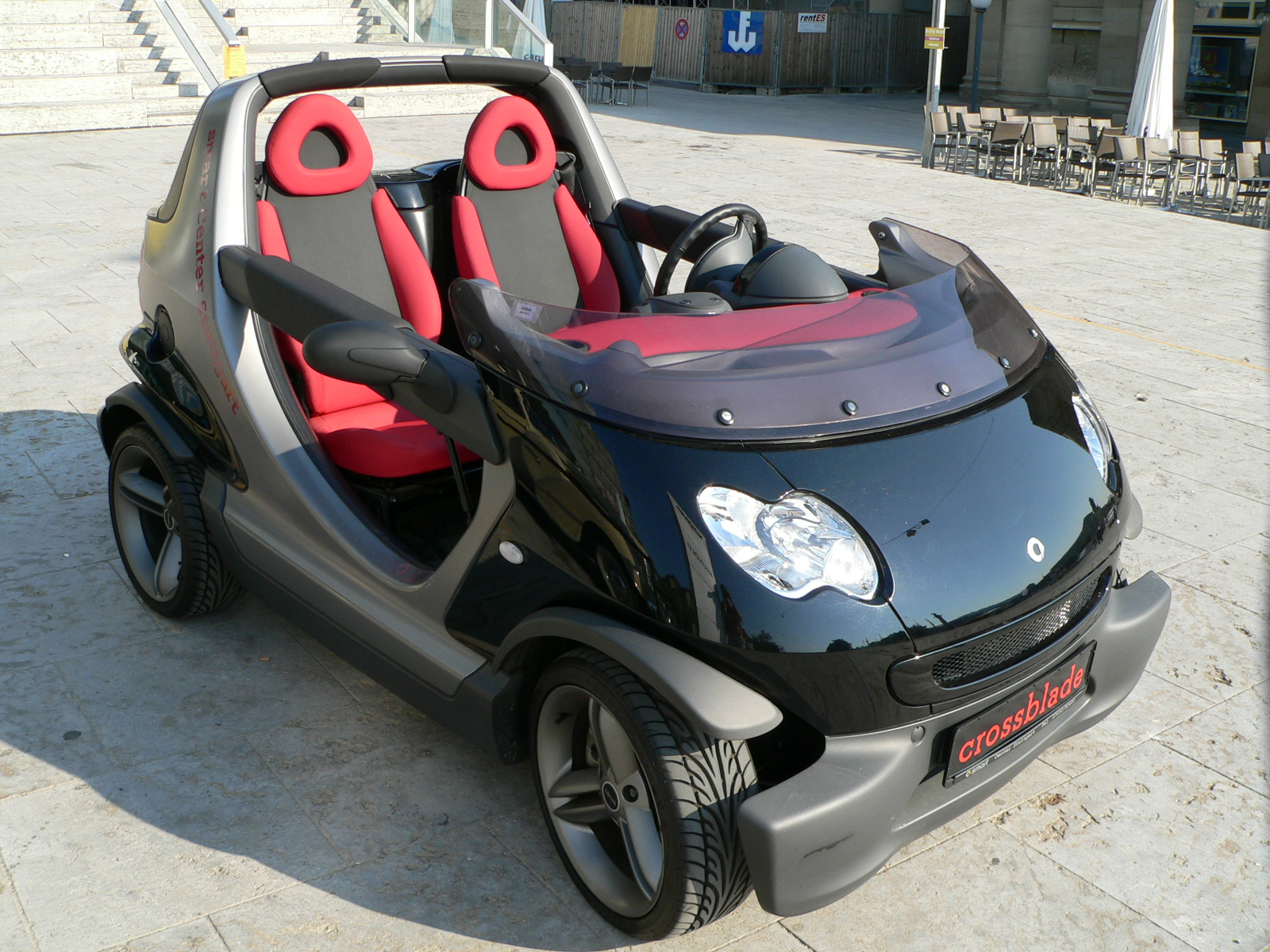
Crossblade

Der Smart Crossblade war ein Roadster, der von der Bertrandt AG als Generalunternehmer entwickelt und in Kleinserie von Binz aus dem smart fortwo cabrio & pure umgebaut wurde. Er hatte kein Dach und keine Frontscheibe. Anstatt herkömmlicher Türen befanden sich nur schmale Sicherheitsbügel an den Seiten. Der Smart Crossblade war ein auf reines Schönwetterfahrten ausgelegtes Spaßauto. Der zwischen März 2002 und Dezember 2003 produzierte Roadster war ab Juni 2002 zum Preis von 24.360 € erhältlich; es wurden bloß 1.995 Stück gebaut, obschon eine Limitierung von 2.000 Stück kommuniziert wurde. Das Fahrzeug war wetterfest und konnte sogar durch eine übliche Waschanlage gefahren werden, da sich mehrere Wasserabläufe im Fahrzeug befanden und alle relevanten Teile des Innenraumes entsprechend neu entwickelt wurden.
Der Crossblade mit der Seriennummer „0001“ wurde von Robbie Williams auf seiner 2002er-Tournee vorgeführt und anschließend bei eBay versteigert. Hier wurden 2002 51.049,99 Euro erzielt, die zugunsten der Robbie-Williams-Stiftung „Give It Sum“ gingen.

### Fortwo 450 Electric Drive
Bereits ab 2006 wurden in London in einem Großversuch 100 Smart mit Elektroantrieb getestet. Diese (später als ED 1 bezeichnete) Version basierte noch auf der Baureihe 450 des ForTwo. Die Elektroversion hatte einen 30-kW-Motor, womit das Fahrzeug ca. 100 km/h erreichte. Als Reichweite wurde bis zu 115 Kilometer angegeben. Als Antriebsbatterie wurde eine – bereits in anderen Automobilen erprobte – Zebra-Batterie (Natrium-Nickelchlorid-Zelle) verwendet, deren Kapazität mit 13,5 kWh angegeben wurde.

#### Elektro-Umbauten
Kaufen konnten Interessenten bis Mitte 2012 lediglich von mehreren kleineren Herstellern individuell auf Elektroantrieb umgerüstete Smart 450. Die dafür entwickelten Umbau-Kits ermöglichen eine Umrüstung des originalen Verbrennungsmotorautos auf Elektroantrieb in wenigen Tagen.

### Smart K

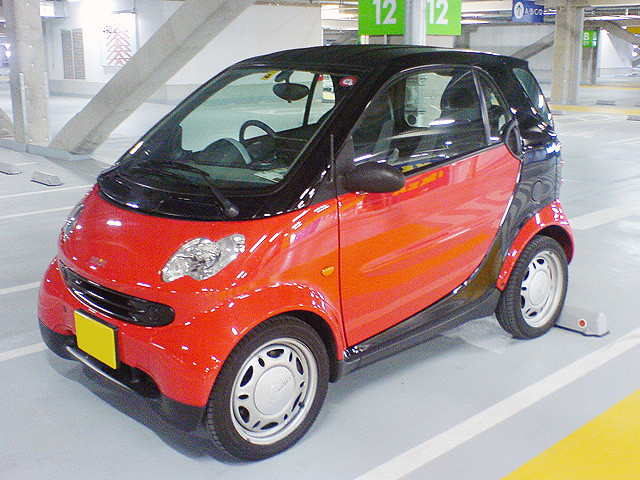
Smart K

Der Smart K war ein Sondermodell speziell für Japan, wo es für Kleinstfahrzeuge bis zu 660 Kubikzentimeter Hubraum, sogenannte Kei-Cars, vereinfachte Zulassungsbestimmungen (zum Beispiel kein Parkplatznachweis in Ballungsräumen erforderlich, niedrige Steuern) gibt.
Der Smart K unterscheidet sich vom normalen Fortwo Coupé durch eine geringere Breite von 1,470 m (1,510 m normaler fortwo coupé), ein Gewicht von 750 kg (770 kg normaler Fortwo) sowie nur 598 cm³ Hubraum. Er war nicht als Cabrio erhältlich. Ansonsten unterschieden sich Innenausstattung und Zubehör nicht vom normalen Fortwo Coupé.
Die Produktion des Smart K wurde 2004 eingestellt.

### Technische Daten
| Modell               | Zylinder    | Hubraum     | Leistung                     | Drehmoment            | Bauzeit     |
| Ottomotoren          | Ottomotoren | Ottomotoren | Ottomotoren                  | Ottomotoren           | Ottomotoren |
| -------------------- | ----------- | ----------- | ---------------------------- | --------------------- | ----------- |
| smart city-coupé     | 3           | 599 cm³     | 33 kW (45 PS) bei 5250 min−1 | 70 Nm bei 3000 min−1  | 1998–2003   |
| smart city-coupé     | 3           | 599 cm³     | 40 kW (55 PS) bei 5250 min−1 | 80 Nm bei 3000 min−1  | 1998–2001   |
| smart city-coupé     | 3           | 599 cm³     | 45 kW (61 PS) bei 5250 min−1 | 88 Nm bei 2250 min−1  | 2001–2003   |
| Smart                | 3           | 698 cm³     | 37 kW (50 PS) bei 5250 min−1 | 80 Nm bei 1800 min−1  | 2003–2006   |
| Smart                | 3           | 698 cm³     | 45 kW (61 PS) bei 5250 min−1 | 95 Nm bei 2000 min−1  | 2003–2006   |
| Smart Brabus         | 3           | 698 cm³     | 55 kW (75 PS) bei 5250 min−1 | 110 Nm bei 3000 min−1 | 2003–2006   |
| Dieselmotoren        |             |             |                              |                       |             |
| smart city-coupé cdi | 3           | 799 cm³     | 30 kW (41 PS) bei 4200 min−1 | 100 Nm bei 1800 min−1 | 1999–2002   |
| Smart cdi            | 3           | 799 cm³     | 30 kW (41 PS) bei 4200 min−1 | 100 Nm bei 1800 min−1 | 2004–2006   |

## Produktionszahlen SMART FORTWO
Gesamtproduktion 1.946.191 Fahrzeuge von 1998 bis 2017
| Jahr | 1998   | 1999   | 2000    | 2001    | 2002    | 2003    | 2004   | 2005   | Summe   |
| ---- | ------ | ------ | ------- | ------- | ------- | ------- | ------ | ------ | ------- |
|      | 20.722 | 80.604 | 101.149 | 119.853 | 123.110 | 127.371 | 95.552 | 76.994 | 745.355 |

| Jahr | 2006   | 2007    | 2008    | 2009    | 2010   | 2011    | 2012    | 2013   | Summe   |
| ---- | ------ | ------- | ------- | ------- | ------ | ------- | ------- | ------ | ------- |
|      | 67.869 | 102.660 | 139.964 | 115.233 | 97.435 | 103.635 | 104.155 | 98.239 | 829.190 |

| Jahr | 2014   | 2015   | 2016   | 2017   | Summe   | 2018        | 2019        | 2020 | Summe |
| ---- | ------ | ------ | ------ | ------ | ------- | ----------- | ----------- | ---- | ----- |
|      | 87.195 | 93.357 | 98.955 | 92.139 | 371.646 | ca. 130.000 | ca. 107.200 |      |       |

## Smart 451 Fortwo (2007–2015)
| Sterne im Euro-NCAP-Crashtest |

Seit März 2007 war der Nachfolger des Smart Fortwo (intern: C 451, Coupé – A 451, Cabriolet) verfügbar. Mit diesem Modell ging es Smart auch um die Erschließung neuer Märkte (etwa in den Vereinigten Staaten) und die Erfüllung aller geltenden gesetzlichen Anforderungen (wie zum Beispiel Fußgängerschutz). Das Fahrzeug ist 19,5 Zentimeter länger, behielt aber seinen Charakter. Das „Querparken“ ist aber in der Regel aufgrund der Länge nicht mehr möglich. Am 9. November 2006 wurde der neue Fortwo in Stuttgart präsentiert. Nahezu die gesamte Technik – 90 % der Teile war neu – wurde überarbeitet, einschließlich einer neuen Motorenpalette und eines neuen Fünfganggetriebes, das deutlich weicher als das bisherige Sechsganggetriebe arbeiten sollte. Der Preis entsprach in etwa dem des alten Modells.
Auf der IAA 2005 wurde die Studie „Crosstown“ mit der Technik des neuen Fortwo gezeigt.
Bei der zweiten Generation wurden einige Eigenschaften verändert. Die Motoren wurden sparsamer (z. B. cdi: 3,3 l/100 km statt 3,8 l/100 km, entsprechend einem CO2-Ausstoß von 88 g/km). Durch den längeren Radstand wurde der Fahrkomfort verbessert; allerdings ist das Querparken durch die gewachsene Länge kaum noch ohne erhebliche Beeinträchtigung des Verkehrs möglich. Das neue Getriebe verursacht weniger „Nicken“ und hat fünf Gänge und zwei Schaltwalzen. Die Höchstgeschwindigkeit ist jetzt bei 145 km/h (155 km/h beim Brabus-Modell und 135 km/h beim Diesel) abgeregelt (135 km/h beim Vorgängermodell).
Das Cabrio der Baureihe 451 hat eine beheizbare Glas-Heckscheibe anstelle des bisherigen Kunststofffensters, außerdem lässt sich das Verdeck jetzt ohne einen Zwischenschritt komplett elektrisch herunter- und hochfahren. Die Längsholme müssen aber nach wie vor von Hand herausgenommen werden.

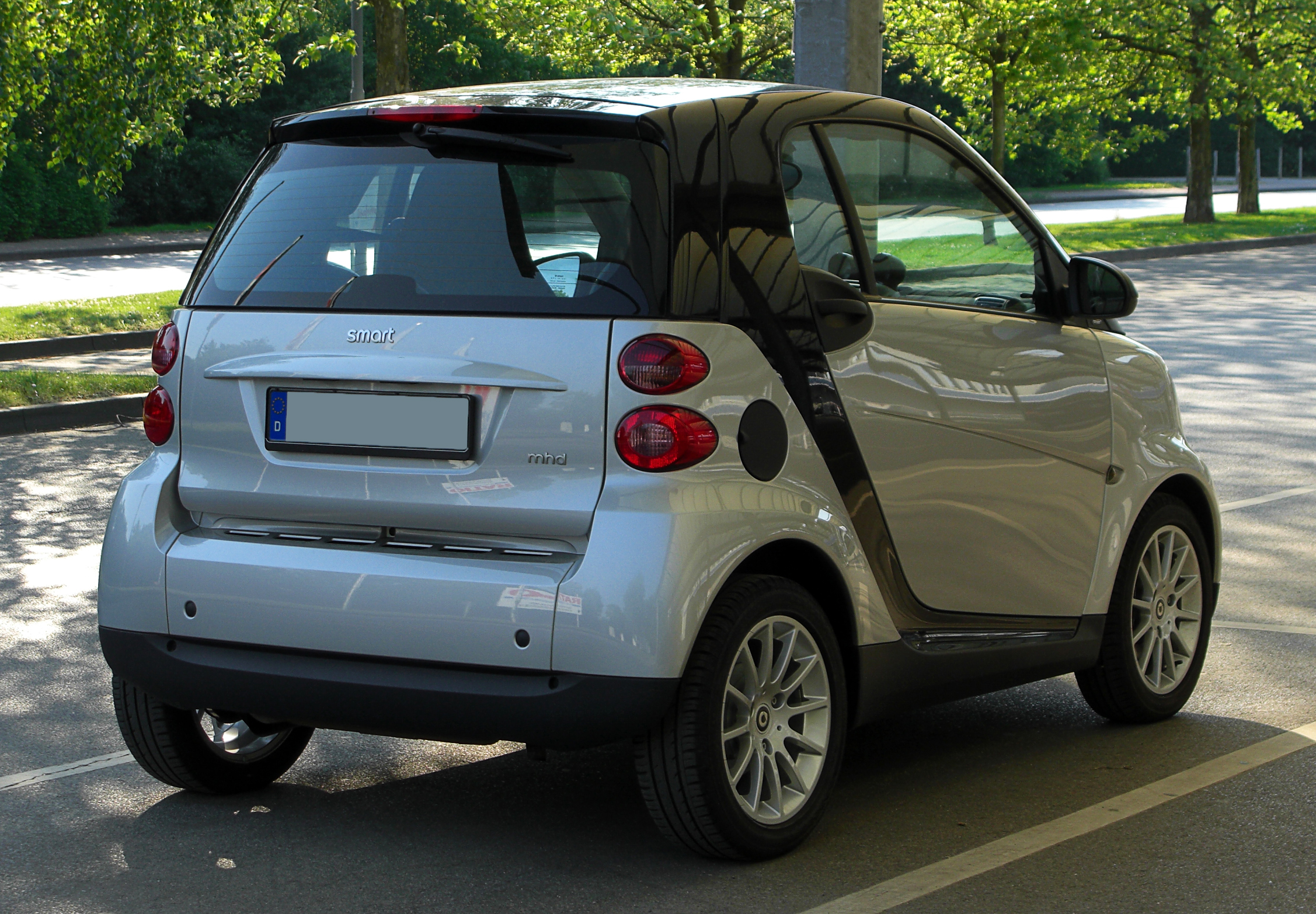
Heckansicht
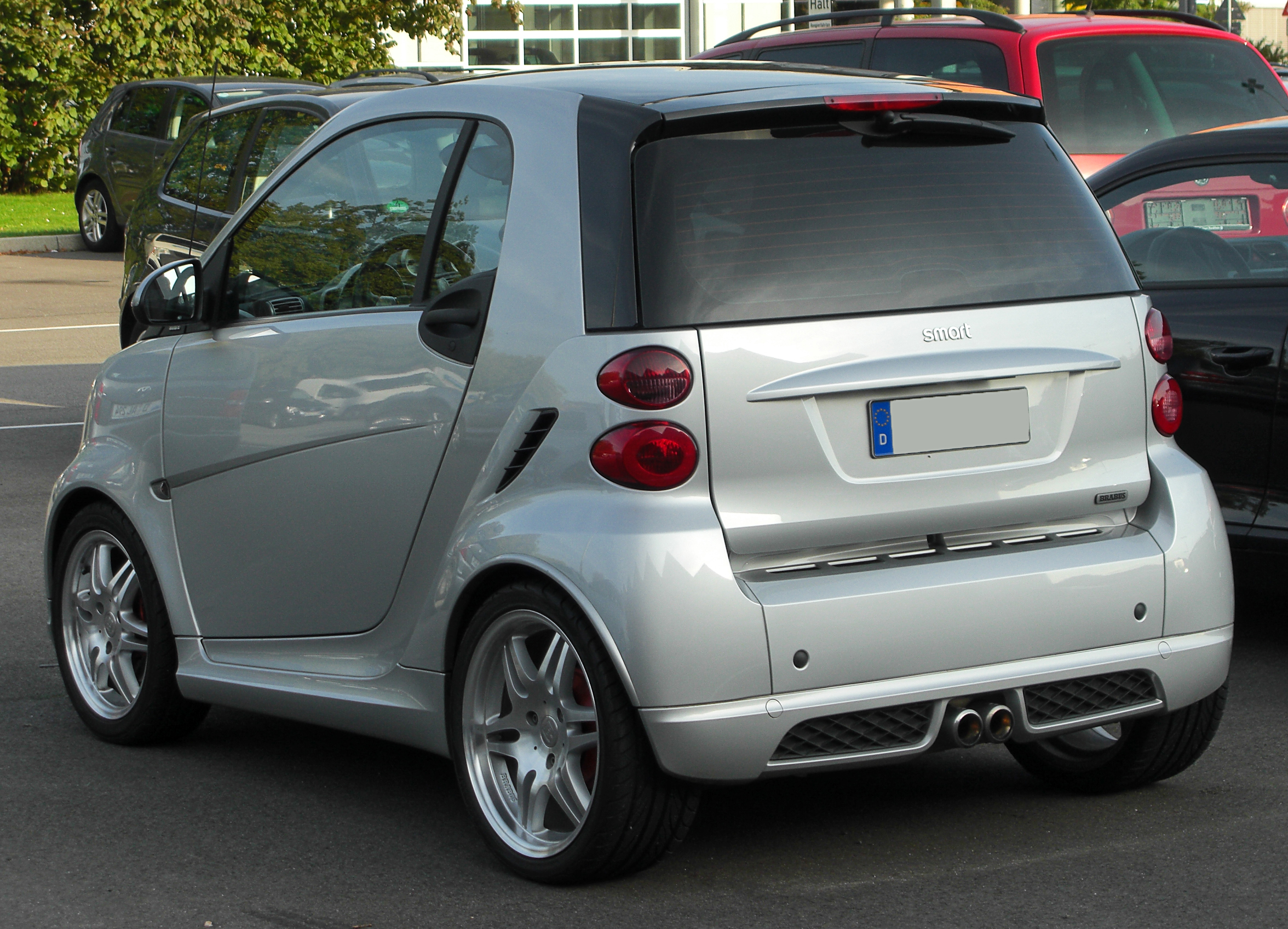
Smart Fortwo Brabus

Laut dem ADAC ist der smart fortwo coupé 1.0 mhd pure softip zusammen mit dem Toyota Aygo das kostengünstigste Auto in der Kleinstwagenklasse (Stand: März 2010).
In den Leistungsstufen 45 und 52 kW der Ottomotoren wurde der Smart seit 2008 bzw. 2007 mit einem Stopp-Start-System ausgestattet. Obwohl Smart dafür die Bezeichnung „Micro Hybrid Drive“ (kurz: „mhd“) verwendet, hat die Technik mangels eines zweiten Antriebs nichts mit einem Hybridelektrokraftfahrzeug gemein. Wenn der Fahrer zum Stillstand bremst, wie zum Beispiel an einer Ampel, schaltet das System den Motor ab einer Geschwindigkeit von unter acht km/h selbsttätig aus und startet ihn beim Lösen der Bremse wieder. Damit sollte der Verbrauch im Stadtverkehr gesenkt werden. Für den Dieselmotor gab es das System nicht, obwohl dies 2007 angekündigt worden war.
Der Luftwiderstandsbeiwert beträgt 0,34.

### Modellpflege (2010)
Im Sommer 2010 wurde die Modellpflege des Fortwo, die seit September ausgeliefert wurde, vorgestellt. Außer dem optionalen, bumerangförmigen Tagfahrlicht wurde das Äußere des Modells wenig verändert. Neue Farben wurden eingeführt und der Umfang der Lackierung erweitert. Die Cabrioversion erhielt neue Verdeckstoffe. Im Innenraum gab es unter anderem eine neu geformte Instrumententafel, neue Stoffe und Muster sowie eine iPhone-Integration. Auch die Motoren wurden überarbeitet. Der Diesel-Motor kam nun auf 86 g/km; die mit Start-Stopp-Funktion kombinierten Benzin-Motoren mit 45 kW/61 PS oder 52 kW/71 PS kamen auf 98 g/km und die Version mit 62 kW/84 PS auf 114 g/km. Die Version von Brabus mit 75 kW/102 PS kam auf einen CO2-Ausstoß von 119 g/km.

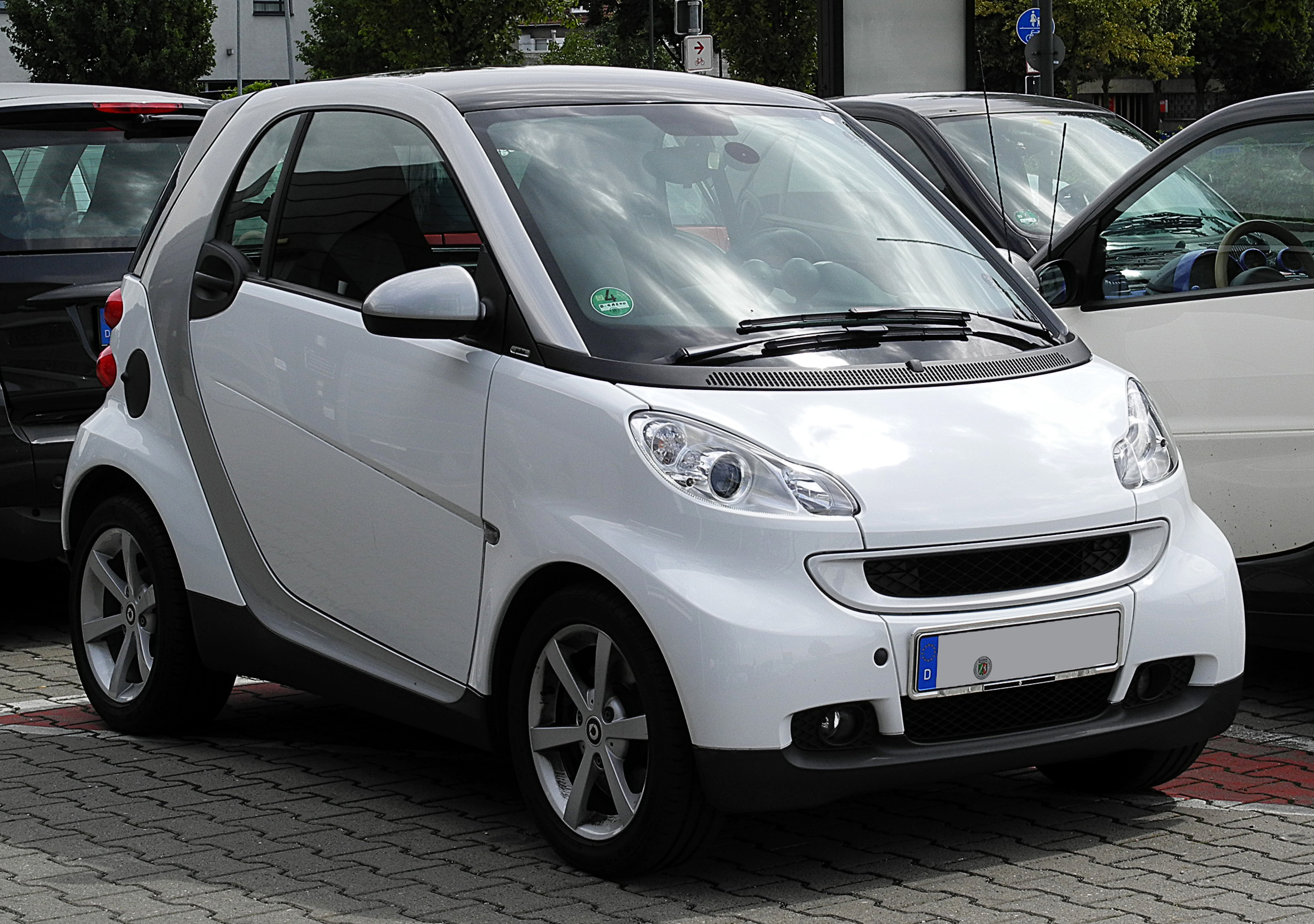
Smart Fortwo Coupé Pulse (2010–2012)
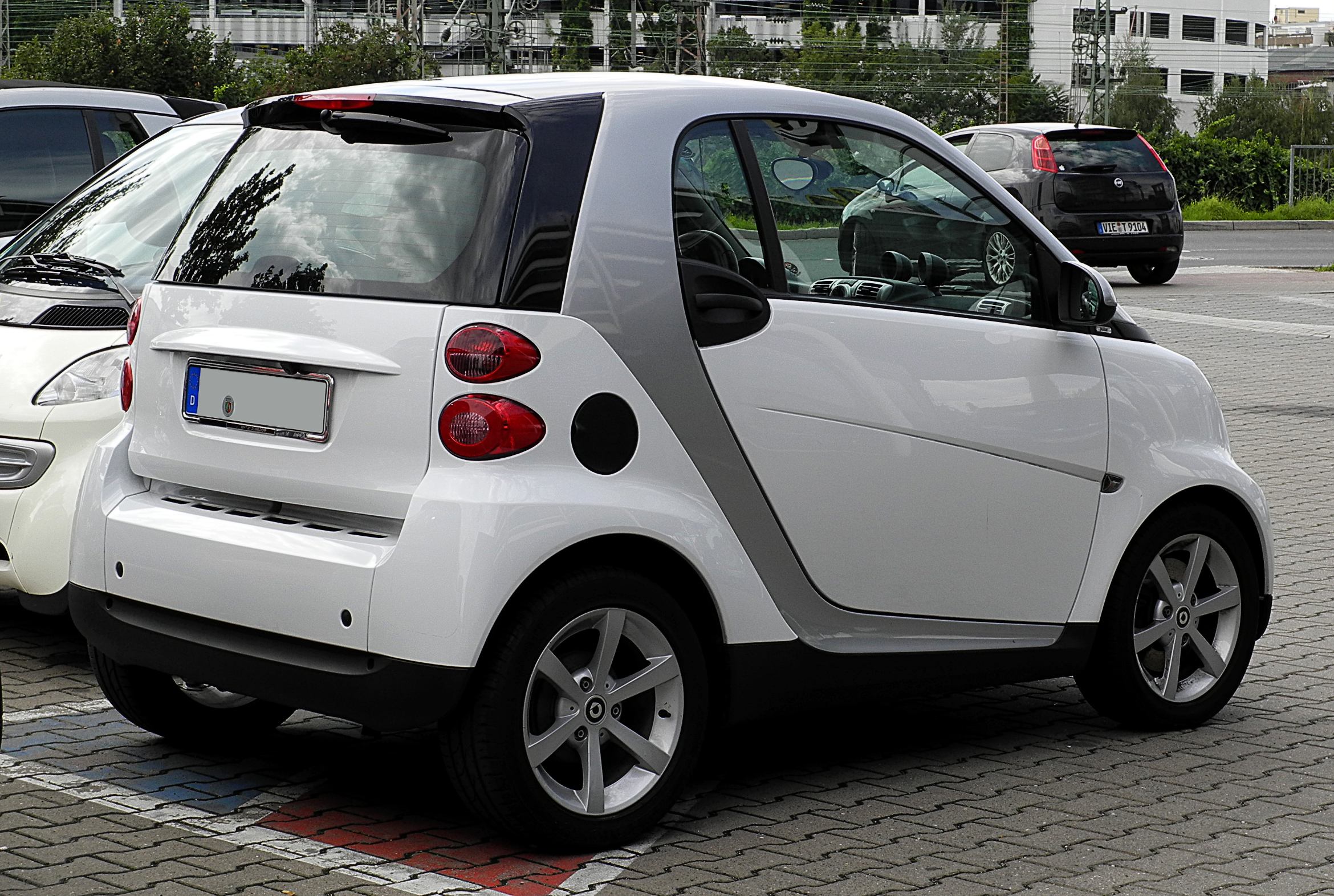
Heckansicht

### Modellpflege (2012)

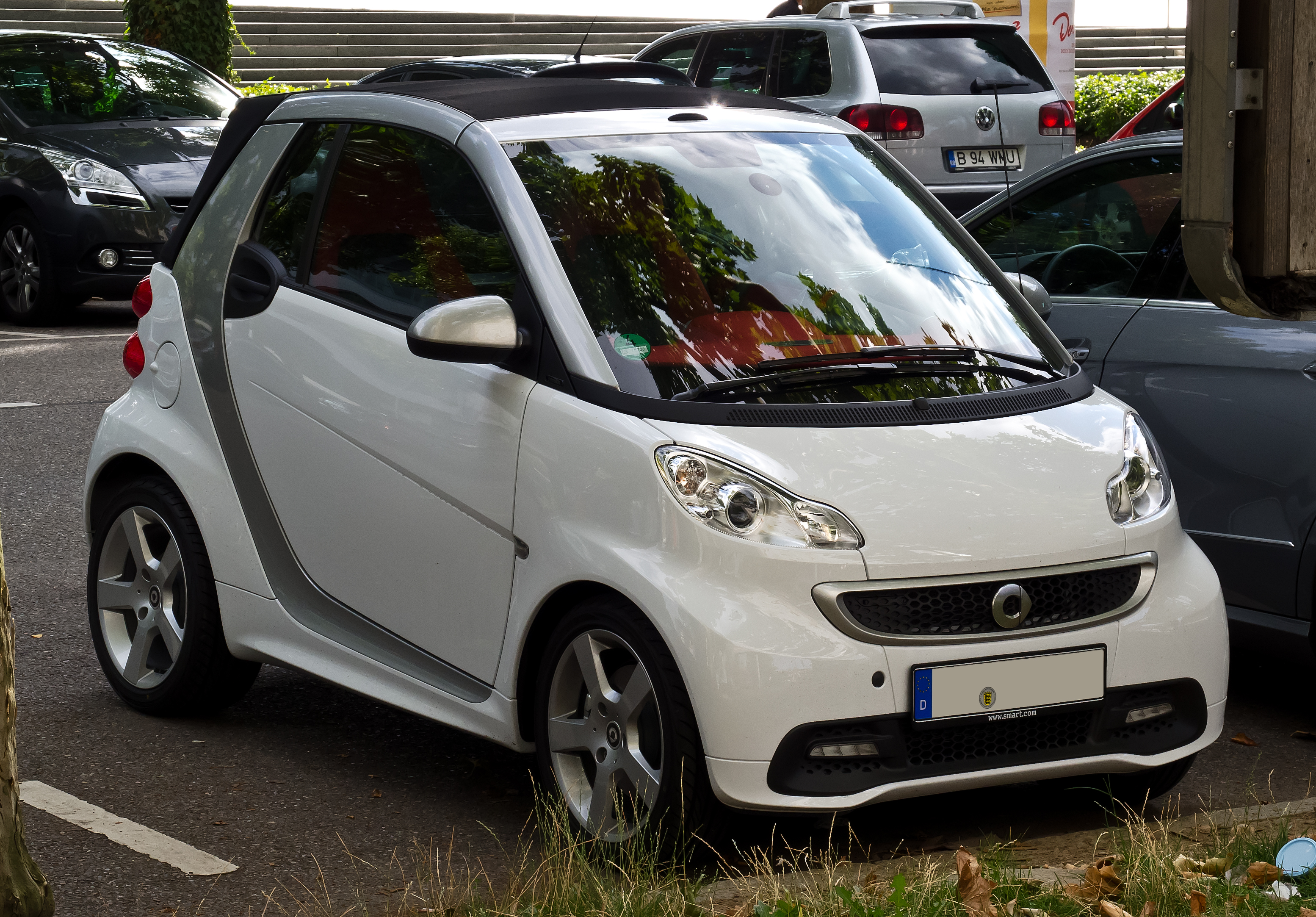
Smart Fortwo Cabriolet Passion mit Sport-Paket (seit 2012)

Am 12. Mai 2012 kam europaweit ein einer weiteren Modellpflege unterzogenes Modell auf den Markt. Der Kühlergrill mit dem Smart-Logo wurde vergrößert sowie die Frontschürze neu gestaltet; der Tankdeckel war in Wagenfarbe. Das auf Wunsch erhältliche LED-Tagfahrlicht war nun vollständig waagerecht angeordnet. Weiterhin waren die Seitenschweller und die Heckschürze neu. Im Innenraum gab es abgesehen von neuen Farben keine Veränderungen. Auch die Motorenpalette blieb unangetastet.

### Fortwo 451 Brabus

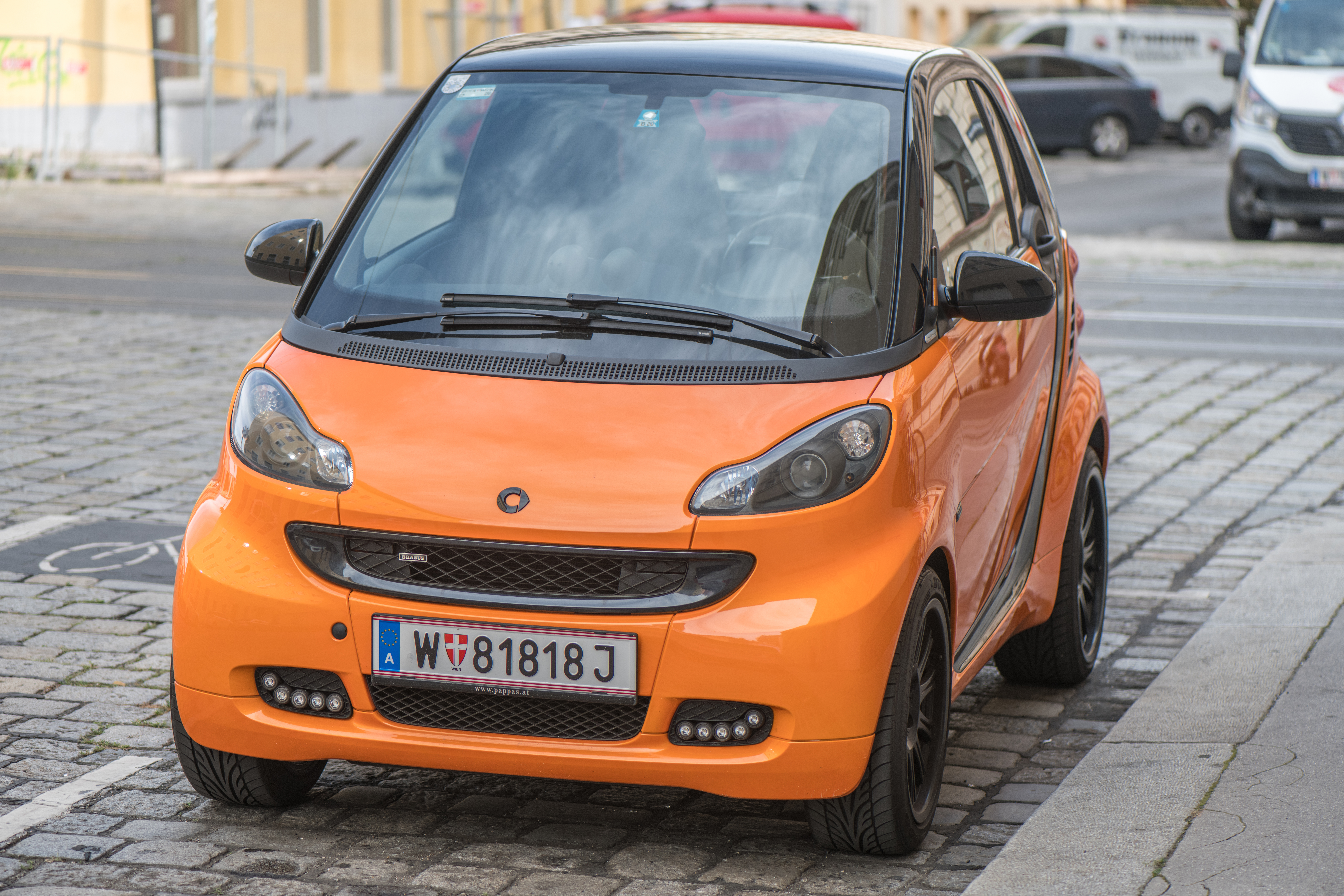
Smart Fortwo 451 Brabus

Der Smart-Brabus Fortwo der zweiten Baureihe hatte bis Herbst 2010 einen 72 kW (98 PS) starken 1,0-Liter-Turbomotor mit einem maximalen Drehmoment von 140 Nm. Die Beschleunigung von 0 auf 100 km/h lag bei 9,9 s. Die Verbesserung im Vergleich zum Vorgänger wurde vor allem durch das neue 5-Gang-Getriebe erreicht, das kürzere Schaltpausen hat als das 6-Gang-Getriebe der ersten Generation und mit dem bereits im dritten statt im vierten Gang Tempo 100 erreicht wird.
Mit der Modellpflege im Herbst 2010 bekam der Brabus einen auf 75 kW (102 PS) verstärkten Motor. Mit diesem werden 100 km/h nach 8,9 s erreicht. Das maximale Drehmoment des Motors stieg auf 147 Nm.

### Fortwo Electric Drive

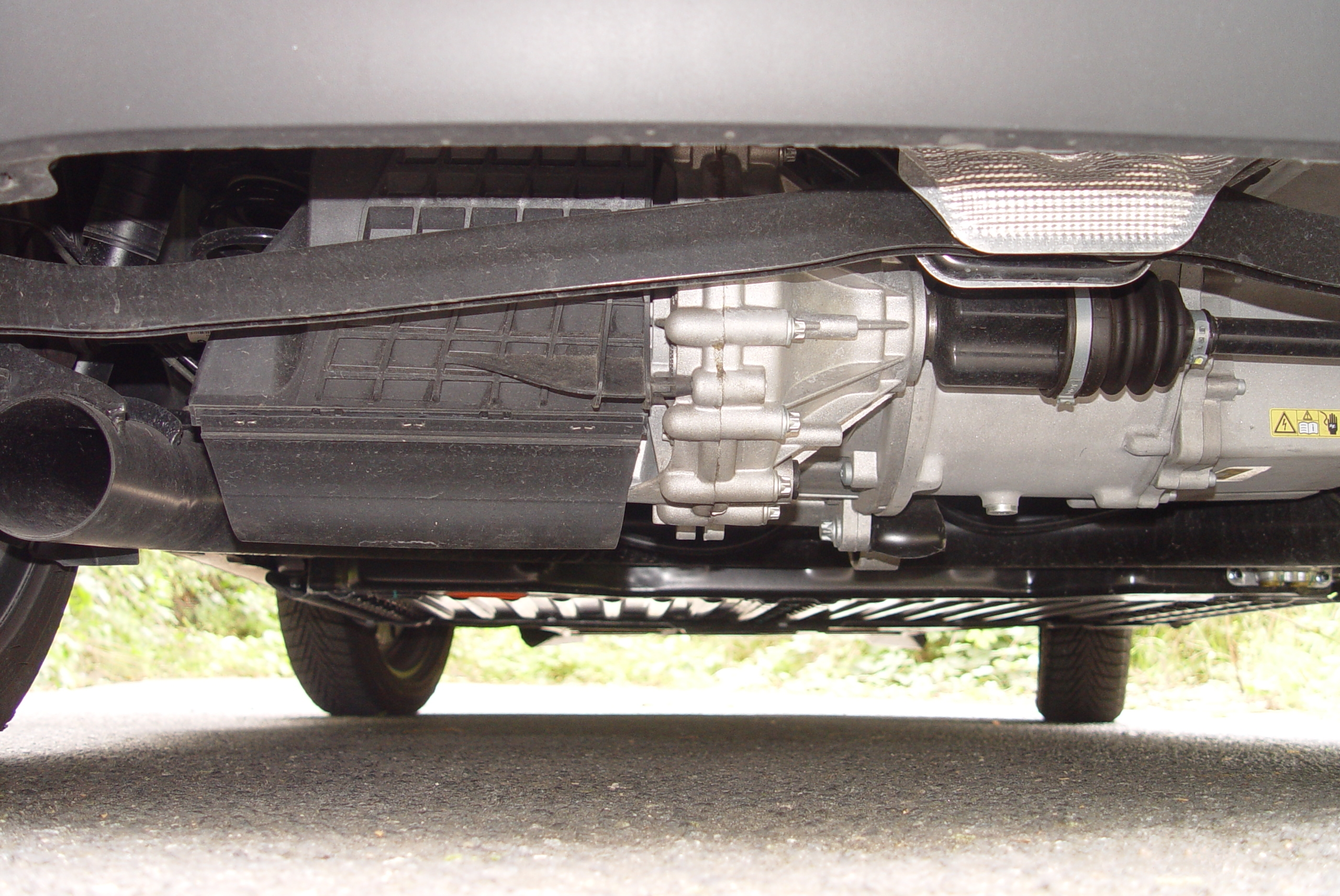
Antriebsstrang des ED mit Getriebe und Elektromotor

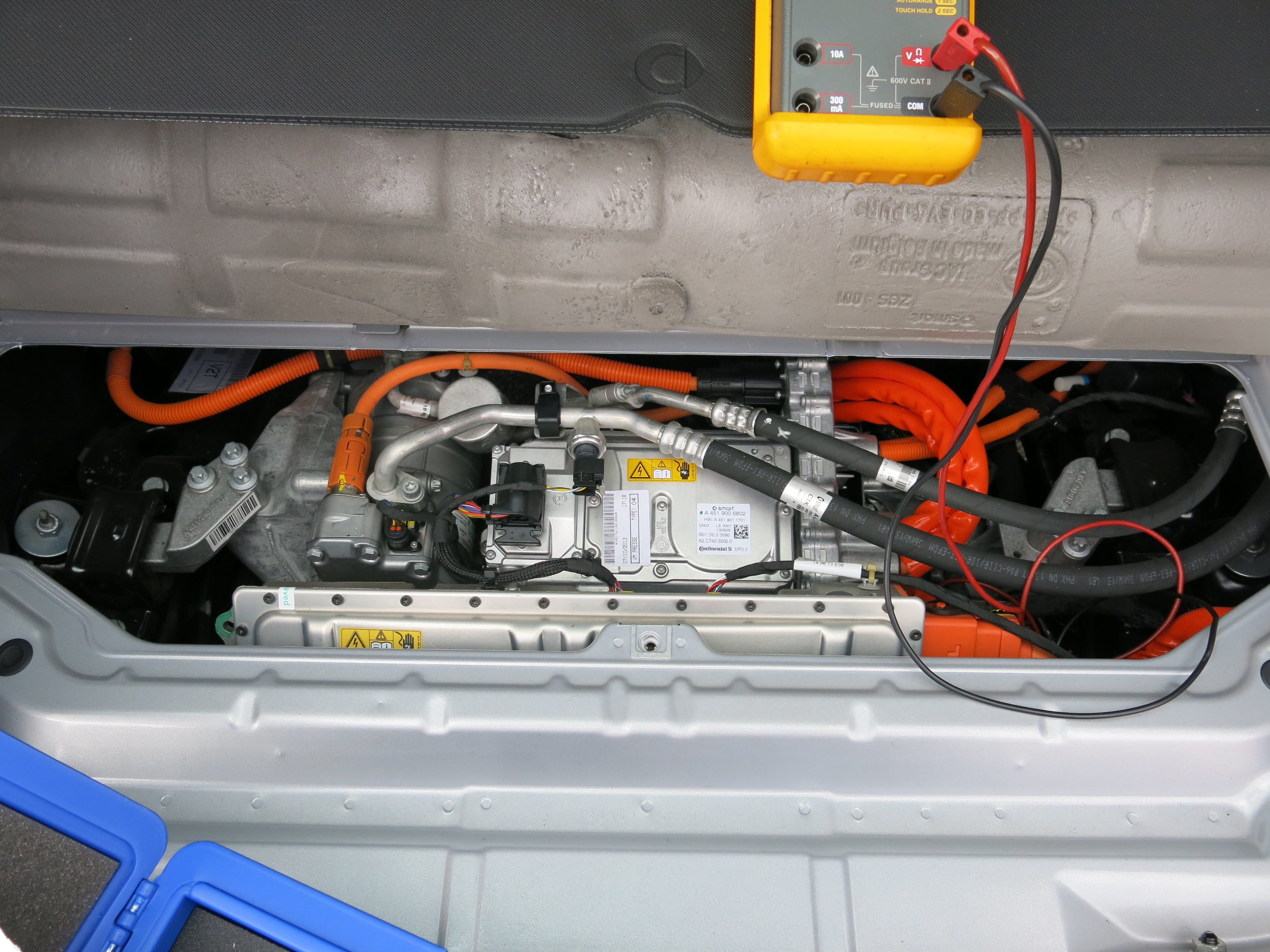
Smart-ED, Blick in den Motorraum

#### Fortwo 451 ED 2 (2009)
Die nächste Version ED 2 hatte einen Lithium-Ionen-Akku mit einer Kapazität von 16,5 kWh. Dieser wurde von Tesla Motors hergestellt. Die Spitzengeschwindigkeit des Smart ED 2 beträgt 112 Kilometer pro Stunde, der Energiebedarf liegt bei zirka 12 kWh/100 km. Diese Fahrzeuge wurden ab Ende 2009 im Smart-Werk in insgesamt 2100 Exemplaren produziert.
Die Smart ED 2 (abgekürzt von Electric Drive) wurden zunächst im E-Mobility Berlin genannten Flottenversuch zur Elektromobilität in Zusammenarbeit mit RWE eingesetzt. Weitere Exemplare wurden als Flottenfahrzeuge verleast und später beim Carsharinganbieter car2go eingesetzt. Kaufen konnte man dieses Modell nicht. Aus 1000 der gebrauchten Akkus wurde in Lünen ein 13-MWh-Stromspeicher gebündelt, damals angeblich der weltweit größte 2nd-Use-Batteriespeicher.

#### Fortwo 451 ED 3 (2012–2015)
Auf der IAA 2011 wurde ein überarbeitetes Modell des Fortwo Electric Drive, der Smart ED 3, vorgestellt. Dieses Modell hatte einen 50-kW-Elektromotor, dessen Drehmoment mit 130 Nm angegeben wird. Der Lithium-Ionen-Akku der Deutschen Accumotive hat eine Kapazität von 17,6 kWh, womit eine Reichweite von über 140 Kilometern möglich ist. Die Beschleunigung auf Tempo 60 erfolgt in 4,8 Sekunden, Tempo 100 wird nach 11,5 Sekunden erreicht. Die Höchstgeschwindigkeit liegt bei 125 km/h.
Ab Mitte 2012 war der Smart ED 3 als Coupé und Cabriolet auf dem Markt erhältlich. Serienmäßig kann der Motor 55 kW Leistung abrufen. Bei dem Sondermodell Brabus ist die Leistung auf 60 kW gesteigert. Der Smart ED 3 kann an einer herkömmlichen 230-V/16-A-Steckdose mit bis zu etwa 13 A (3300 W) in etwa sieben Stunden geladen werden. Mit einem optionalen Ladekabel mit Typ-2-Stecker kann an Ladesäulen /Wandladestationen die volle Leistung (Ladezeit 6 Stunden) des 3,7-kW-Bordladegerätes genutzt werden. Eine Ladung mit bis zu 22 kW ist über ein optionales Ladegerät möglich, bei dem die Ladeströme flexibel angepasst werden können. Es reduziert die Ladezeit auf weniger als eine Stunde. Smart gibt die Reichweite einer Akkuladung mit 145 km an. Der Verbrauch wird mit 15,1 kWh (Homepage) bzw. 13,3 kWh (Werbespot) pro 100 km angegeben. Im ADAC-Test verbrauchte der Smart ED 13,04 kWh/100 km. Dies entspricht dem Energiegehalt von 1,47 Litern Benzin.
Die Batterie musste beim Kauf eines Smart ED 3 nicht mitgekauft werden, sondern wurde von 90 % der Kunden gemietet (sale&care 65 € im Monat). So konnte der Neupreis des Fahrzeugs ebenso wie das Risiko eventueller Probleme niedrig gehalten werden. Über eine Smartphone-App ließ sich der Status (Ladung, Reichweite, nächste Ladestation, Vorklimatisierung) des Fahrzeugs überprüfen und steuern. Mittlerweile wurde die App eingestellt.
Im August 2015 gab MB Smart die Produktionseinstellung des Smart ED 3 bekannt, obwohl er zu dieser Zeit in Deutschland das am zweithäufigsten verkaufte Elektroauto nach dem BMW i3 und vor der Renault Zoe war.

### Fortwo 451 Bo Concept
Seit Juni 2013 war das Sondermodell Bo Concept, der in Kooperation mit dem dänischen Möbelhersteller BoConcept entstanden ist und auf der Ausstattungslinie Passion basiert, bestellbar. Die limitierte Sonderserie war ab November 2013 als Coupe und als Cabriolet zu Preisen ab 14.490 Euro erhältlich. Die Motoren leisten von 52 bis 55 kW.

### Fortwo 451 forjeremy

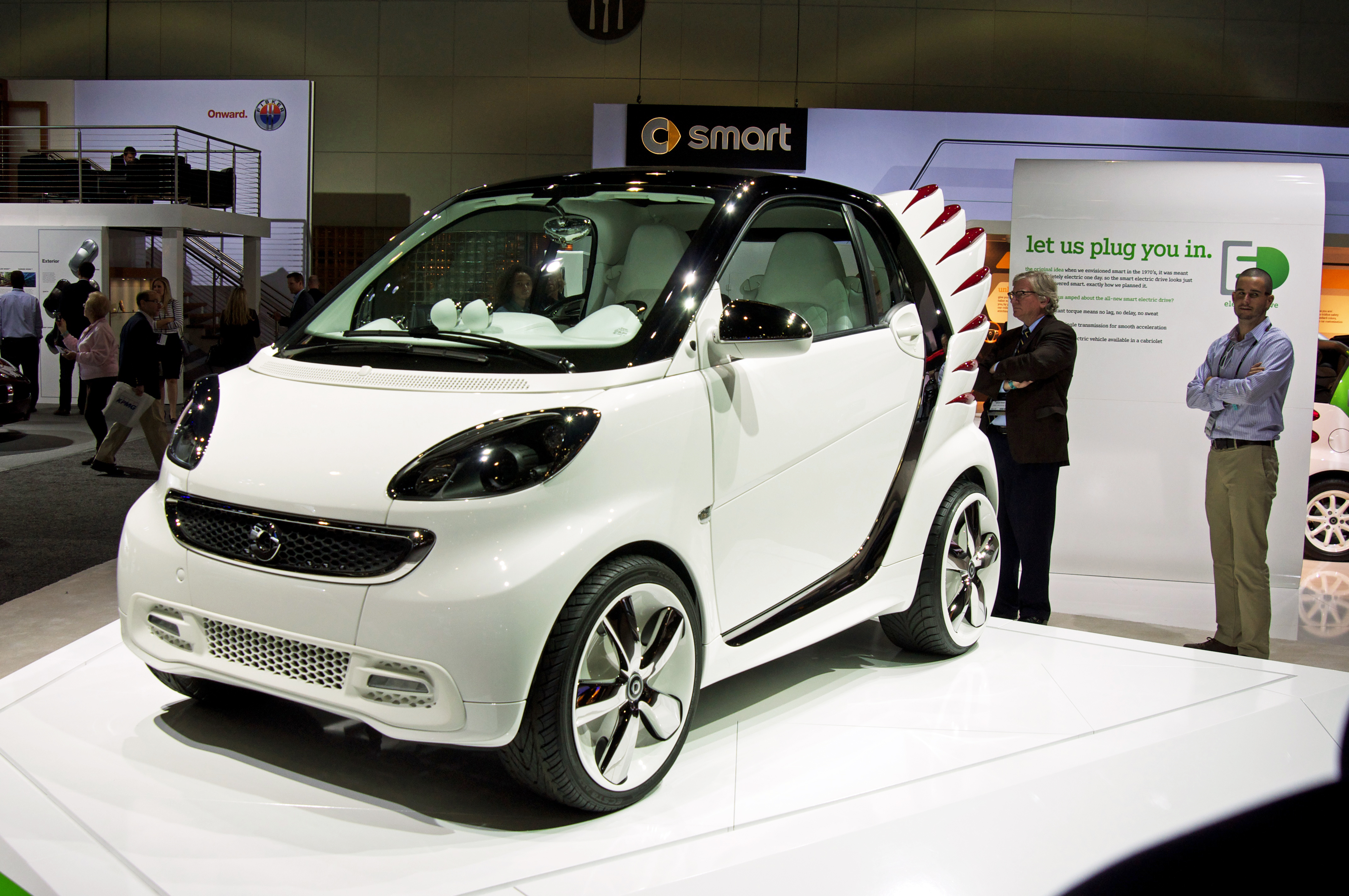
Smart forjeremy Studie auf der L.A. Auto Show 2012

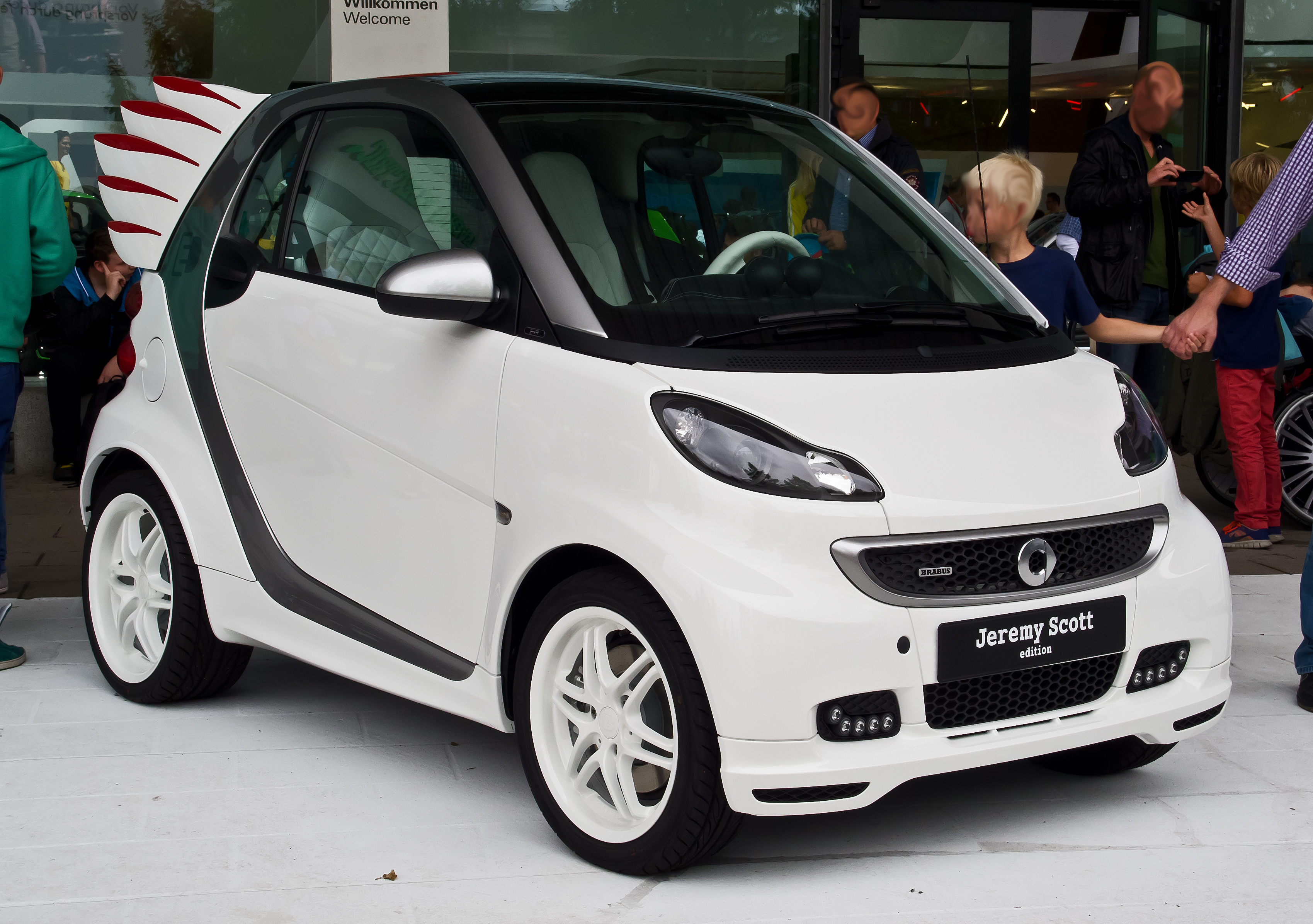
Die Serienversion Jeremy Scott edition auf der IAA 2013

Auf der L.A. Auto Show 2012 wurde mit dem Smart forjeremy das Ergebnis aus der acht-monatigen Zusammenarbeit zwischen Smart und dem amerikanischen Modedesigner Jeremy Scott der Öffentlichkeit präsentiert. Besonders auffallend bei dieser Studie sind die großen, aus Fiberglas gefertigten Flügel am Heck des Fahrzeuges, die Flügel, charakteristisches Merkmal von Scott’s Entwürfen.
Ein Jahr später, auf der Shanghai Motorshow 2013 wurde schließlich die Serienversion der Studie als „Jeremy Scott edition“ präsentiert, welche von Brabus veredelt mit komplett weiß beledertem Interieur, weißem Lack mit passenden Felgen und wahlweise als Verbrenner oder Elektrofahrzeug zu einem Basispreis von 33.333 € respektive 40.600 € ausgeliefert wurde. Fünf Fahrzeuge gingen nach China, der Rest nach Europa und Amerika. Eine genaue Stückzahl ist nicht bekannt, jedoch ist aufgrund des hohen Preises und der speziellen Natur des Designs davon auszugehen, dass es sich hierbei um einen der seltensten Smart handelt.
Auf einigen frühen Pressefotos ist die Serienversion ohne Brabus Felgen oder Embleme zu sehen, somit ist davon auszugehen, dass an einem frühen Punkt geplant war, die Jeremy Scott edition als regulären Smart zu vermarkten. Diese Pläne wurden jedoch wurden aufgrund des geringen Produktionsvolumens und des hohen Preises verworfen, der Wagen als Brabus vermarktet um somit den doppelt so hohen Listenpreis zu rechtfertigen und die ohnehin exklusive Klientel noch mehr anzusprechen.
Bei der Verabschiedung der Markenchefin Annette Winkler im Rahmen der Smartmove-Veranstaltung am 30. Juni 2018, nahm Winkler mit einem Fortwo 451 forjeremy an der anschließenden Rundfahrt teil.

### Technisch
| Kenngrößen                                  | 1.0                                   | 1.0 mhd                               | 1.0                                   | 1.0 mhd                               | 1.0                                   | 1.0 Brabus                            | 1.0 Brabus                            | 0.8 cdi                               | 0.8 cdi                               |
| ------------------------------------------- | ------------------------------------- | ------------------------------------- | ------------------------------------- | ------------------------------------- | ------------------------------------- | ------------------------------------- | ------------------------------------- | ------------------------------------- | ------------------------------------- |
| Bauzeitraum                                 | 03/2007–05/2008                       | 05/2008–11/2014                       | 03/2007–05/2008                       | 08/2007–11/2014                       | 03/2007–11/2014                       | 03/2007–07/2010                       | 07/2010–11/2014                       | 03/2007–07/2009                       | 07/2009–11/2014                       |
| Motorkenndaten                              |                                       |                                       |                                       |                                       |                                       |                                       |                                       |                                       |                                       |
| Motorbezeichnung                            | M 132 E 10                            | M 132 E 10                            | M 132 E 10                            | M 132 E 10                            | M 132 E 10 AL                         | M 132 E 10 AL                         | M 132 E 10 AL                         | OM 660 DE 8 LA                        | OM 660 DE 8 LA                        |
| Motortyp                                    | R3-Ottomotor                          | R3-Ottomotor                          | R3-Ottomotor                          | R3-Ottomotor                          | R3-Ottomotor                          | R3-Ottomotor                          | R3-Ottomotor                          | R3-Dieselmotor                        | R3-Dieselmotor                        |
| Gemischaufbereitung                         | Saugrohreinspritzung                  | Saugrohreinspritzung                  | Saugrohreinspritzung                  | Saugrohreinspritzung                  | Saugrohreinspritzung                  | Saugrohreinspritzung                  | Saugrohreinspritzung                  | Common-Rail-Direkteinspritzung        | Common-Rail-Direkteinspritzung        |
| Motoraufladung                              | —                                     | —                                     | —                                     | —                                     | Turbolader                            | Turbolader                            | Turbolader                            | Turbolader                            | Turbolader                            |
| Bohrung × Hub                               | 72,0 × 81,8 mm                        | 72,0 × 81,8 mm                        | 72,0 × 81,8 mm                        | 72,0 × 81,8 mm                        | 72,0 × 81,8 mm                        | 72,0 × 81,8 mm                        | 72,0 × 81,8 mm                        | 65,5 × 79,0 mm                        | 65,5 × 79,0 mm                        |
| Hubraum                                     | 999 cm³                               | 999 cm³                               | 999 cm³                               | 999 cm³                               | 999 cm³                               | 999 cm³                               | 999 cm³                               | 799 cm³                               | 799 cm³                               |
| max. Leistung                               | 45 kW (61 PS) bei 5800/min            | 45 kW (61 PS) bei 5800/min            | 52 kW (71 PS) bei 5800/min            | 52 kW (71 PS) bei 5800/min            | 62 kW (84 PS) bei 5250/min            | 72 kW (98 PS) bei 5500/min            | 75 kW (102 PS) bei 6000/min           | 33 kW (45 PS) bei 3800/min            | 40 kW (54 PS) bei 3800/min            |
| max. Drehmoment                             | 89 Nm bei 3000/min                    | 89 Nm bei 3000/min                    | 92 Nm bei 4500/min                    | 92 Nm bei 4500/min                    | 120 Nm bei 3250/min                   | 140 Nm bei 3500/min                   | 147 Nm bei 2500–3600/min              | 110 Nm bei 2000–2500/min              | 130 Nm bei 2100–2600/min              |
| Kraftübertragung                            |                                       |                                       |                                       |                                       |                                       |                                       |                                       |                                       |                                       |
| Antrieb, serienmäßig                        | Hinterradantrieb                      | Hinterradantrieb                      | Hinterradantrieb                      | Hinterradantrieb                      | Hinterradantrieb                      | Hinterradantrieb                      | Hinterradantrieb                      | Hinterradantrieb                      | Hinterradantrieb                      |
| Getriebe, serienmäßig                       | automatisiertes 5-Gang-Schaltgetriebe | automatisiertes 5-Gang-Schaltgetriebe | automatisiertes 5-Gang-Schaltgetriebe | automatisiertes 5-Gang-Schaltgetriebe | automatisiertes 5-Gang-Schaltgetriebe | automatisiertes 5-Gang-Schaltgetriebe | automatisiertes 5-Gang-Schaltgetriebe | automatisiertes 5-Gang-Schaltgetriebe | automatisiertes 5-Gang-Schaltgetriebe |
| Messwerte                                   |                                       |                                       |                                       |                                       |                                       |                                       |                                       |                                       |                                       |
| Höchstgeschwindigkeit                       | 145 km/h                              | 145 km/h                              | 145 km/h                              | 145 km/h                              | 145 km/h                              | 155 km/h                              | 155 km/h                              | 135 km/h                              | 135 km/h                              |
| Beschleunigung, 0–100 km/h                  | 16,7 s                                | 16,8 s                                | 13,3 s                                | 13,7 s                                | 10,7 s                                | 9,9 s                                 | 8,9 s                                 | 19,8 s                                | 16,8 s                                |
| Kraftstoffverbrauch auf 100 km (kombiniert) | 4,7 l Super                           | 4,2–4,3 l Super                       | 4,7–4,9 l Super                       | 4,2–4,4 l Super                       | 4,9 l Super                           | 5,4 l Super Plus                      | 5,2 l Super Plus                      | 3,3 l Diesel                          | 3,3 l Diesel                          |
| CO2-Emission (kombiniert)                   | 112 g/km                              | 97–98 g/km                            | 112–116 g/km                          | 97–100 g/km                           | 114–115 g/km                          | 124 g/km                              | 119 g/km                              | 88 g/km                               | 86–87 g/km                            |
| Abgasnorm nach EU-Klassifikation            | Euro 4                                | Euro 5                                | Euro 4                                | Euro 4; 5L                            | Euro 5                                | Euro 5                                | Euro 5                                | Euro 4                                | Euro 5                                |

Das Kürzel mhd steht beim Smart für Micro Hybrid Drive. Es handelt sich dabei aber lediglich um eine Start-Stopp-Automatik. Ein Elektromotor neben dem Verbrennungsmotor existiert nicht.
|                                                                                             | electric drive         | Brabus electric drive    |
| ------------------------------------------------------------------------------------------- | ---------------------- | ------------------------ |
| Bauzeitraum                                                                                 | 06/2012–08/2015        | 09/2012–08/2015          |
| Motorkenndaten                                                                              |                        |                          |
| Motorbezeichnung                                                                            | Bosch EM0003           | Bosch EM0003             |
| Motortyp                                                                                    | AC-Synchronmotor       | AC-Synchronmotor         |
| Batterietyp                                                                                 | Lithium-Ionen-Batterie | Lithium-Ionen-Batterie   |
| Batteriekapazität                                                                           | 17,6 kWh               | 17,6 kWh                 |
| Dauerleistung Gemäß ECE R85                                                                 | 35 kW (48 PS)          | 35 kW (48 PS)            |
| Max. Leistung                                                                               | 55 kW (75 PS)          | 60 kW (82 PS)            |
| Max. Drehmoment                                                                             | 130 Nm                 | 135 Nm                   |
| Kraftübertragung                                                                            |                        |                          |
| Antrieb, serienmäßig                                                                        | Hinterradantrieb       | Hinterradantrieb         |
| Getriebe, serienmäßig                                                                       | 1-Gang-Getriebe        | 1-Gang-Getriebe          |
| Messwerte                                                                                   |                        |                          |
| Höchstgeschwindigkeit                                                                       | 125 km/h               | 130 km/h                 |
| Beschleunigung 0–60 km/h / 0–100 km/h                                                       | 5,0 s / 11,5 s         | 4,4 s / 10,2 s           |
| Leergewicht mit Fahrer 68 kg und Gepäck 7 kg                                                | 975 kg (995 kg Cabrio) | 1000 kg (1020 kg Cabrio) |
| Stromverbrauch (kombiniert) gemäß Verordnung (EG) Nr. 715/2007, bei Aufladen an 230 V / 8 A | 15,1 kWh/100 km        | 16,3 kWh/100 km          |
| Reichweite gemäß NEFZ, ECE R101                                                             | 145 km                 | 145 km                   |

## Smart 453 Fortwo (2014–2024)
| Sterne im Euro-NCAP-Crashtest (2014) | 4 Sterne im Euro-NCAP-Crashtest |

Die dritte Generation des Smart Fortwo wurde am 16. Juli 2014 öffentlich vorgestellt. Sie orientierte sich mit ihrer Tridion-Sicherheitszelle am Design der Vorgängermodelle und besteht zu 75 % aus hochfestem Stahl. Nach der Verkaufsfreigabe am 31. Juli 2014 wurde das Modell am 22. November 2014 auf dem Markt eingeführt. Es wurde in Kooperation mit Renault entwickelt. Der Preis des neuen Smart Fortwo in der einfachsten Version blieb mit 10.895 Euro auch in der dritten Generation unverändert.
Während die Länge im Vergleich zur zweiten Generation gleich blieb, vergrößerten sich die Breite auf 1,66 m und die Höhe auf 1,55 m. Der Radstand wurde mit 1,87 m angegeben. Durch einen maximalen Einschlagswinkel der Vorderräder von 51 Grad wurde der Spurkreis auf 6,95 m und der Wendekreis auf 7,30 m verkleinert. Der Kofferraum fasst 260 l bis zur Ladeabdeckung und 350 l bis zum Dach. Die maximale Zuladung wird mit 270 kg angegeben. Charakteristisch für die dritte Generation ist der größere Kühlergrill mit Wabenmuster mit gleichfalls vergrößertem Logo. Wegen der Fußgängerschutz-Auflagen erhielt die dritte Generation einen kleinen Vorbau. Die rautenförmigen Scheinwerfer bieten serienmäßig LED-Tagfahrlicht, in Verbindung mit dem LED-Paket mit Lichtleitertechnik in U-Form. Die Sicke in der Tür blieb erhalten.
Zur Markteinführung wurden zwei Ottomotoren angeboten: zum einen ein 1,0-Liter-Reihendreizylinder mit einer Leistung von 52 kW (71 PS), zum anderen ein turbogeladener 0,9-Liter-Reihendreizylinder mit einer Leistung von 66 kW (90 PS). Anfang 2015 kam dann eine reduzierte Leistungsstufe vom 1,0 Liter großen Motor mit 45 kW (61 PS) auf den Markt. Alle Motoren erfüllen die Euro-6-Abgasnorm und hatten serienmäßig eine Start-Stopp-Automatik (nicht bei der 45-kW-Variante). Ein Dieselmotor wurde nicht mehr angeboten.

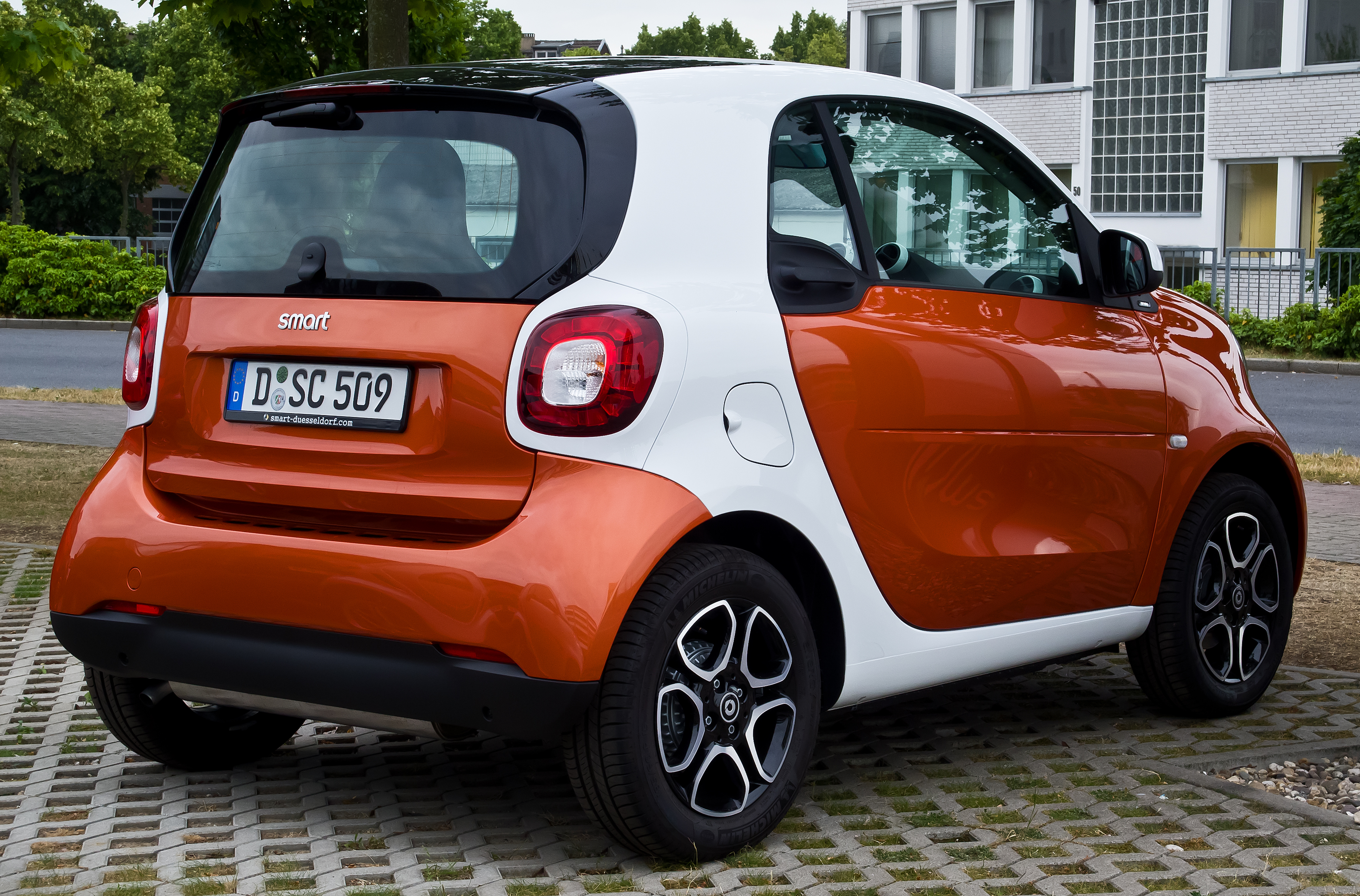
Fortwo (Heckansicht)
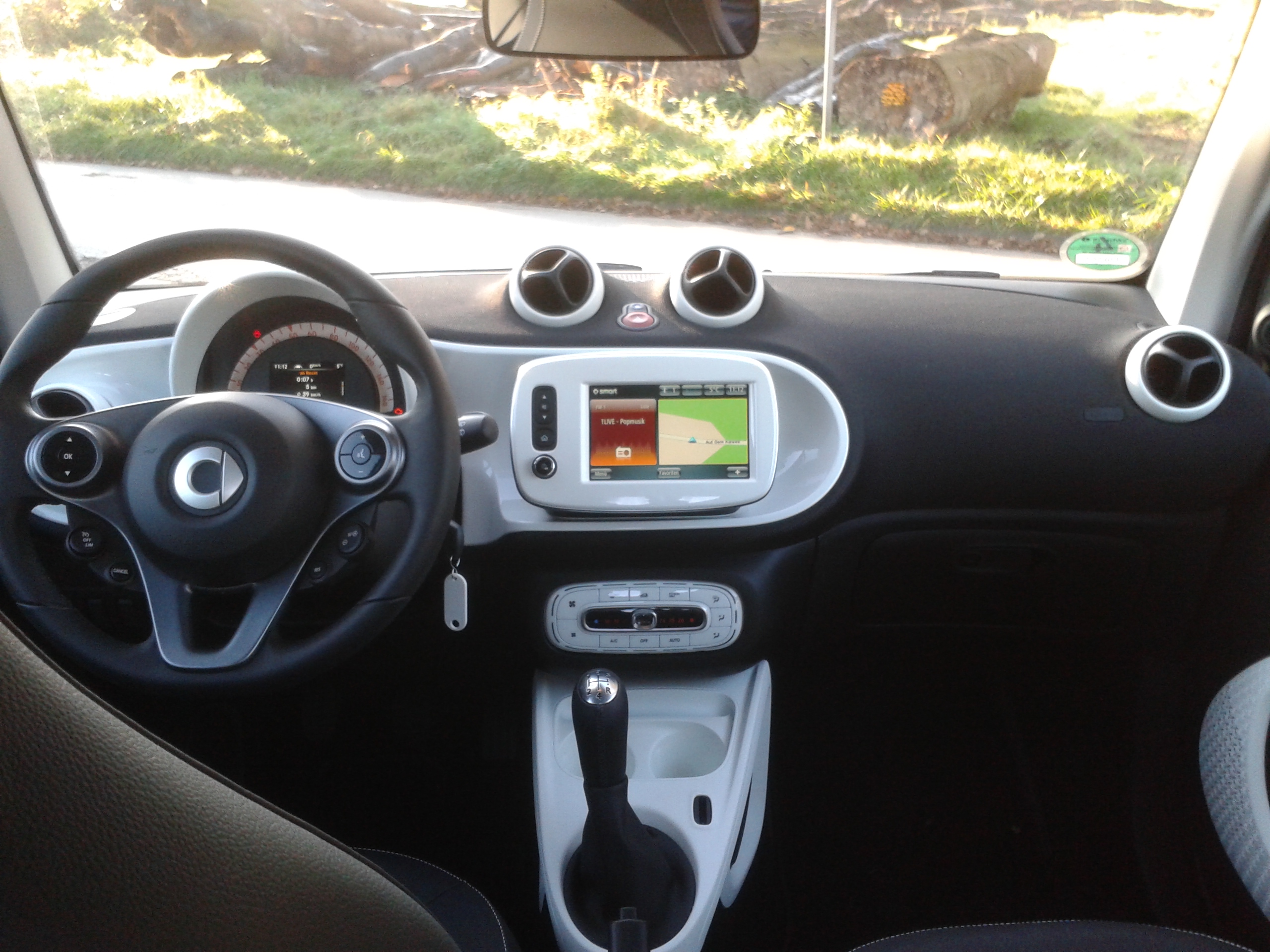
Fortwo (Innenraum „Prime“)

Erstmals war für den fortwo ein gewöhnliches Schaltgetriebe mit fünf Gängen serienmäßig. Auf Wunsch wurde das neue Sechsgang-Doppelkupplungsgetriebe twinamic angeboten.
Das Fahrwerk des Smart Fortwo hat vorne MacPherson-Federbeine und hinten eine De-Dion-Achse, wobei im Vergleich zum Vorgängermodell die Federwege um bis zu 30 Millimeter länger sind und die Spur verbreitert wurde.
Eine Besonderheit in dieser Fahrzeug-Klasse war der serienmäßige Seitenwind-Assistent, der ab einer Geschwindigkeit von 80 km/h aktiv wird. Serienmäßig waren ein Fahrer-Airbag, ein Beifahrer-Airbag, Sidebags für Fahrer und Beifahrer sowie ein Knie-Airbag für den Fahrer eingebaut.
Der Luftwiderstandsbeiwert verschlechterte sich im Vergleich zum Vorgängermodell auf 0,38, die Stirnfläche vergrößerte sich von 2,06 m² auf nunmehr 2,25 m².
Im Sommer 2015 gab Smart bekannt, ab 2016 ein Cabrio der Baureihe 453 auf den Markt zu bringen. Der Preis lag über dem des Coupés, die Verdeckkonstruktion glich im Wesentlichen der des 451 Cabrios. Der cw-Wert des Cabrios beträgt 0,36.
Im Herbst 2018 gab Smart bekannt, dass 2019 die letzten Benziner verkauft werden sollen. Kundenbestellungen für den 71-PS-Sauger und den 90-PS-Turbo wurden noch bis zum 31. März 2019 angenommen. Danach gab es bis März 2024 nur noch den Fortwo Electric Drive.

### Fortwo 453 Brabus
Auf der Beijing Motor Show im April 2016 wurde die Brabus-Version des forfour, des fortwo und des fortwo Cabrio vorgestellt. Der 0,9 Liter große Turbomotor leistete in allen Modellen 80 kW (109 PS). In den Handel kamen die Brabus-Versionen im Juli 2016 zu Preisen ab 19.170 Euro (fortwo). Für die Brabus-Modelle ist, im Gegensatz zu den anderen Fortwo-453-Modellen, Super Plus als Treibstoff vorgeschrieben. Bereits im Frühjahr 2018 endete die Bauzeit des 453 Brabus.

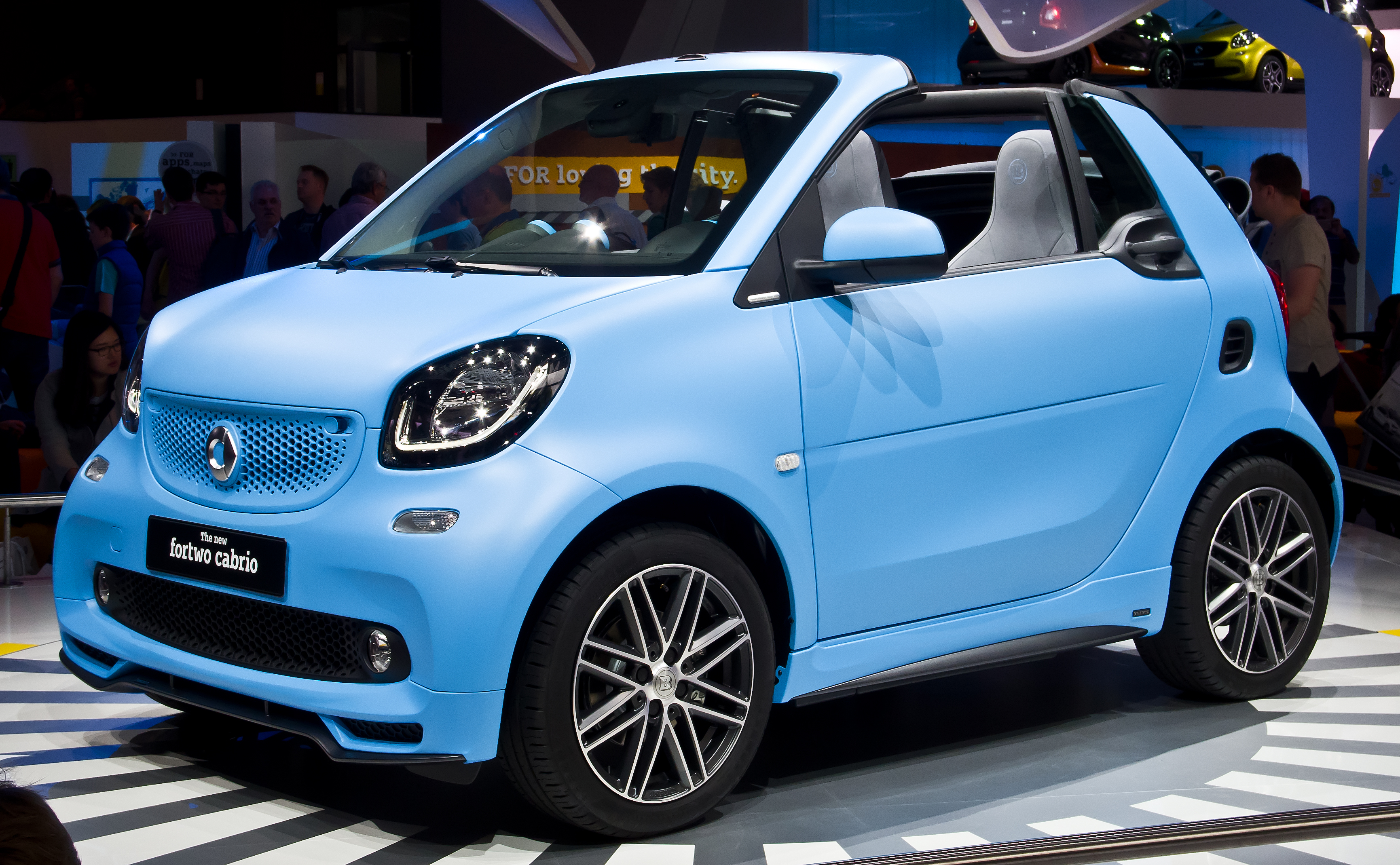
Brabus Cabrio (Frontansicht)
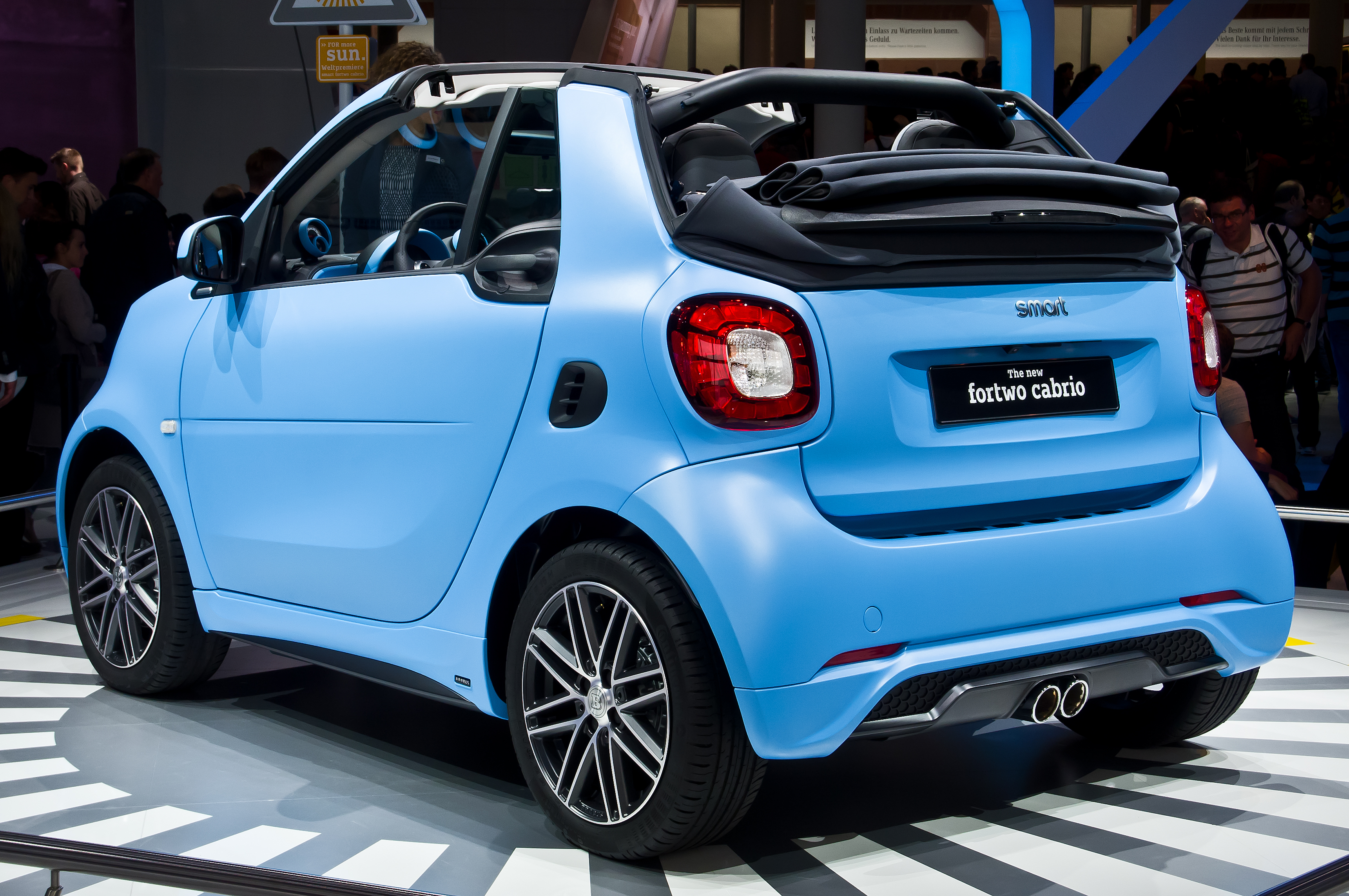
Brabus Cabrio (Heckansicht)
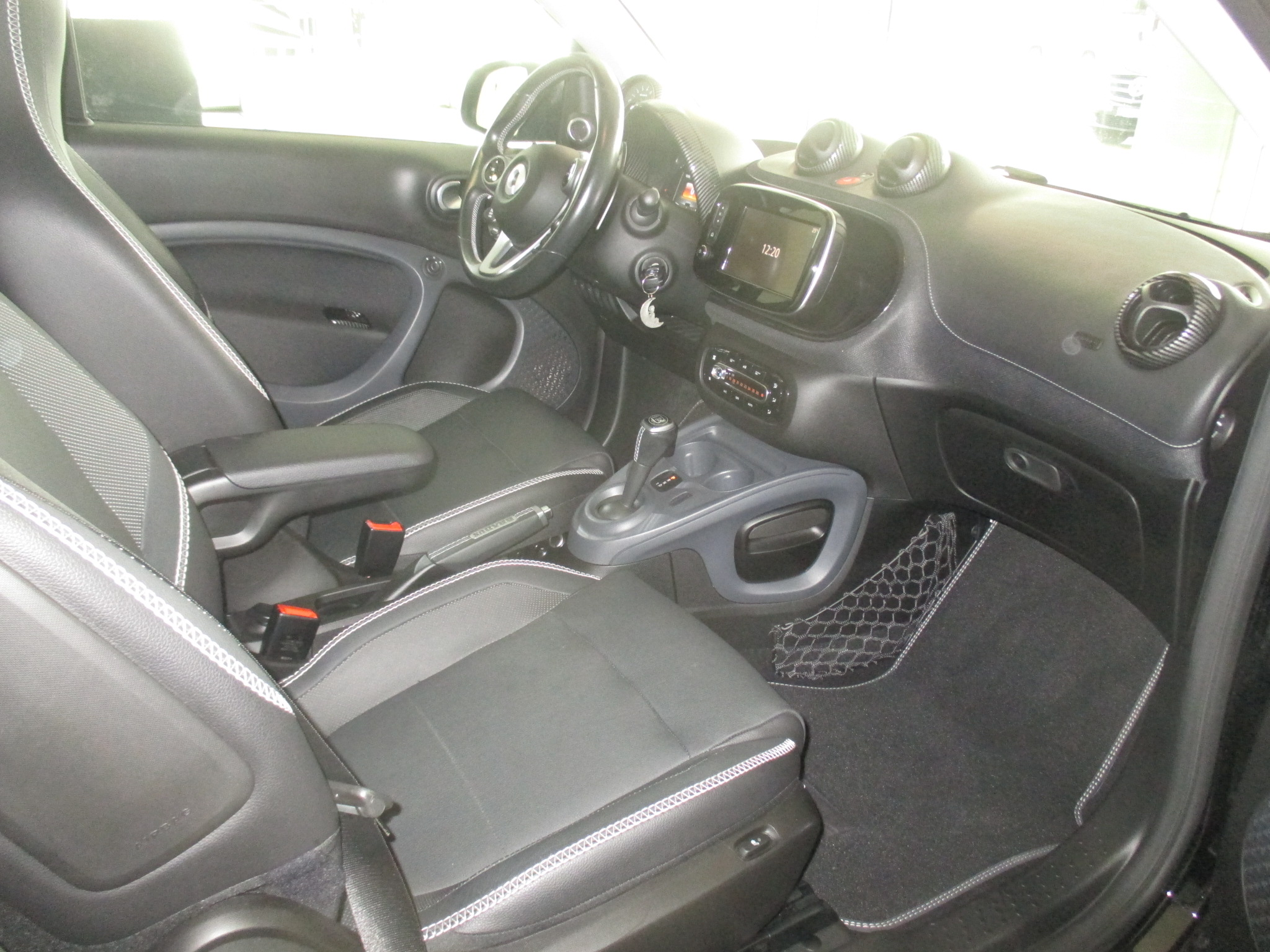
Brabus (Innenansicht)

#### Fortwo 453 Brabus Ultimate 125
Auf dem Genfer Auto-Salon im März 2017 wurde mit dem Brabus Ultimate 125 eine auf 125 Exemplare limitierte, 92 kW (125 PS) starke Variante des fortwo vorgestellt. Das Fahrzeug war als geschlossene Variante ab 49.980 Euro, als Cabrio ab 52.800 Euro erhältlich.

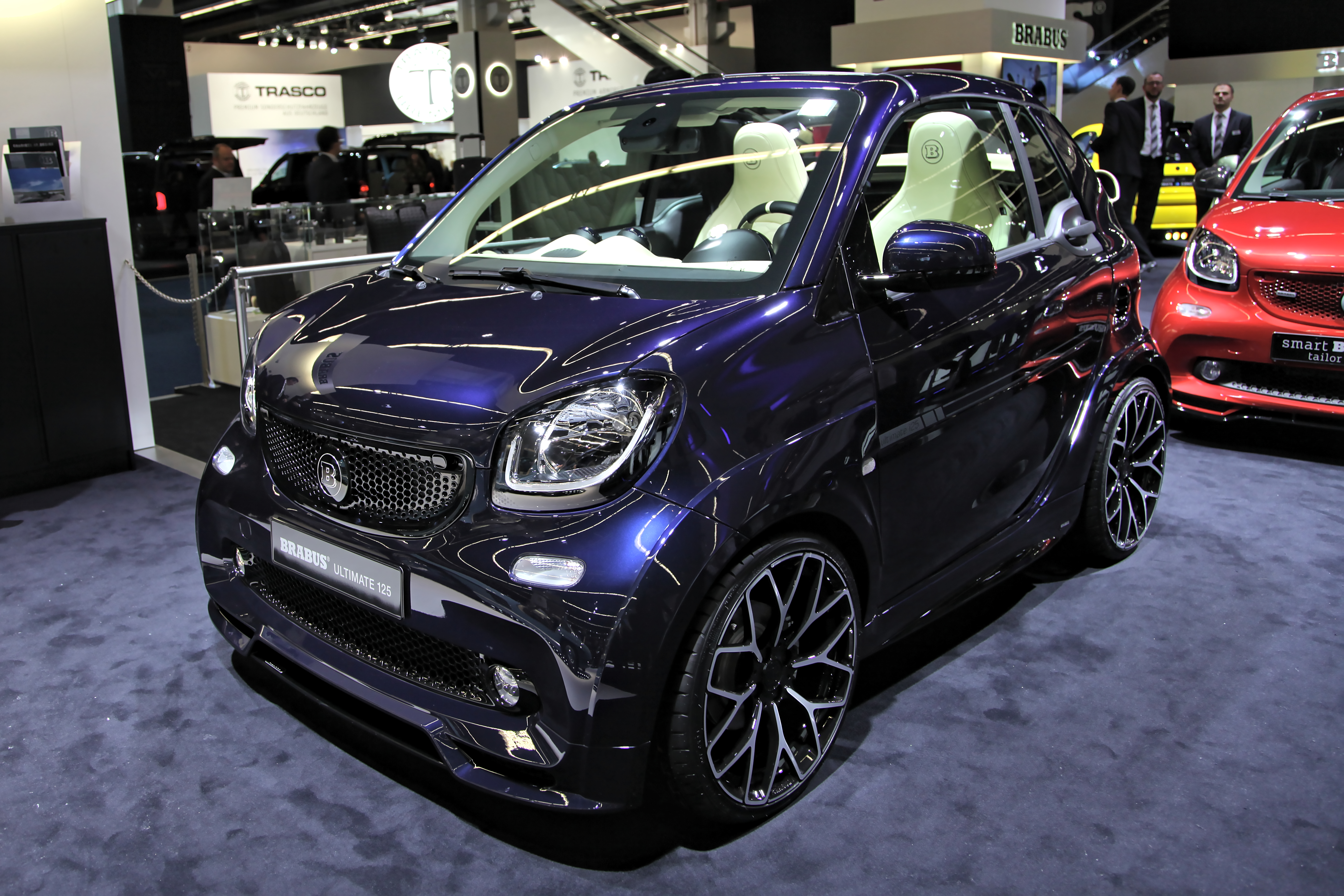
Ultimate 125 Cabrio (Frontansicht)
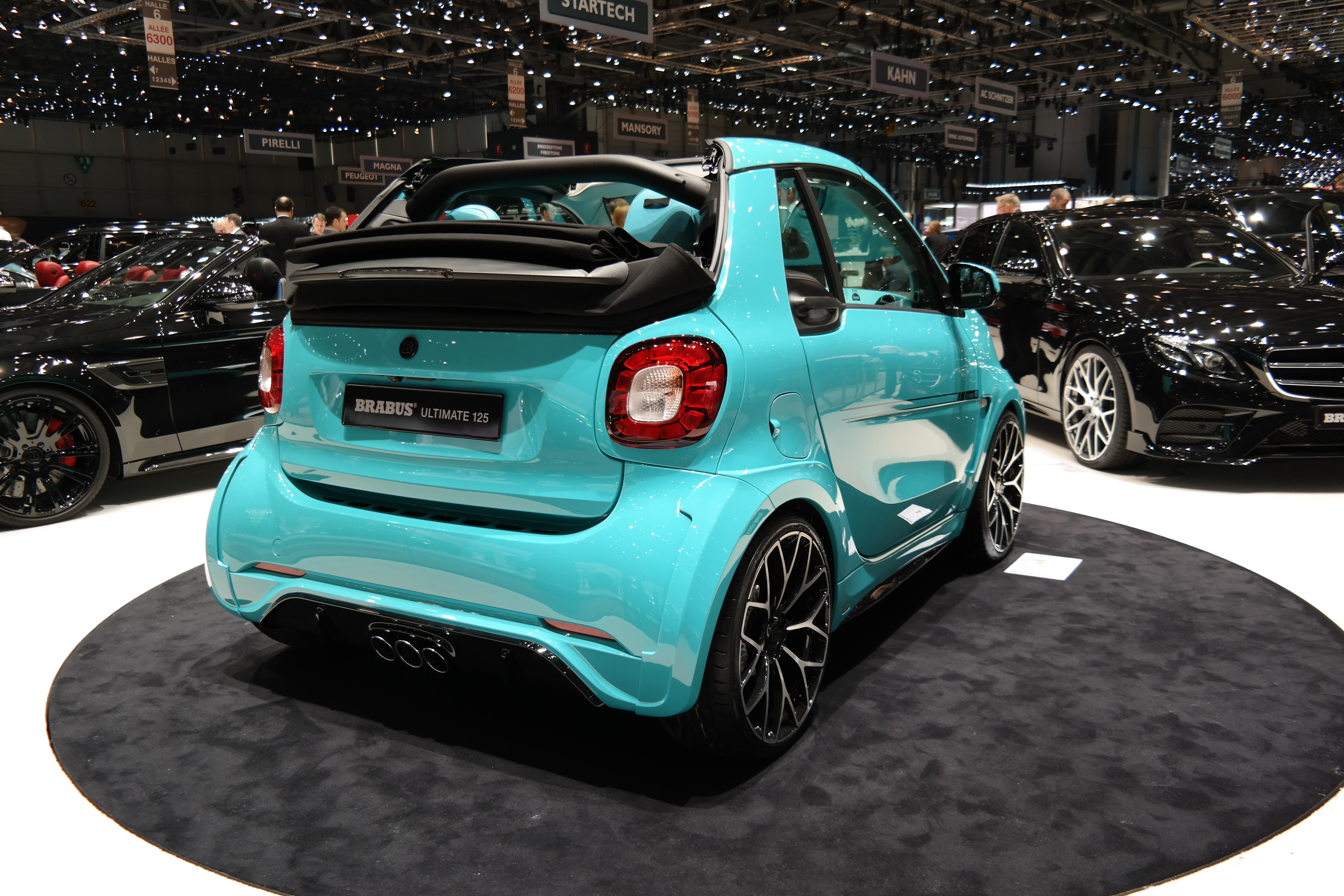
Ultimate 125 Cabrio (Heckansicht)
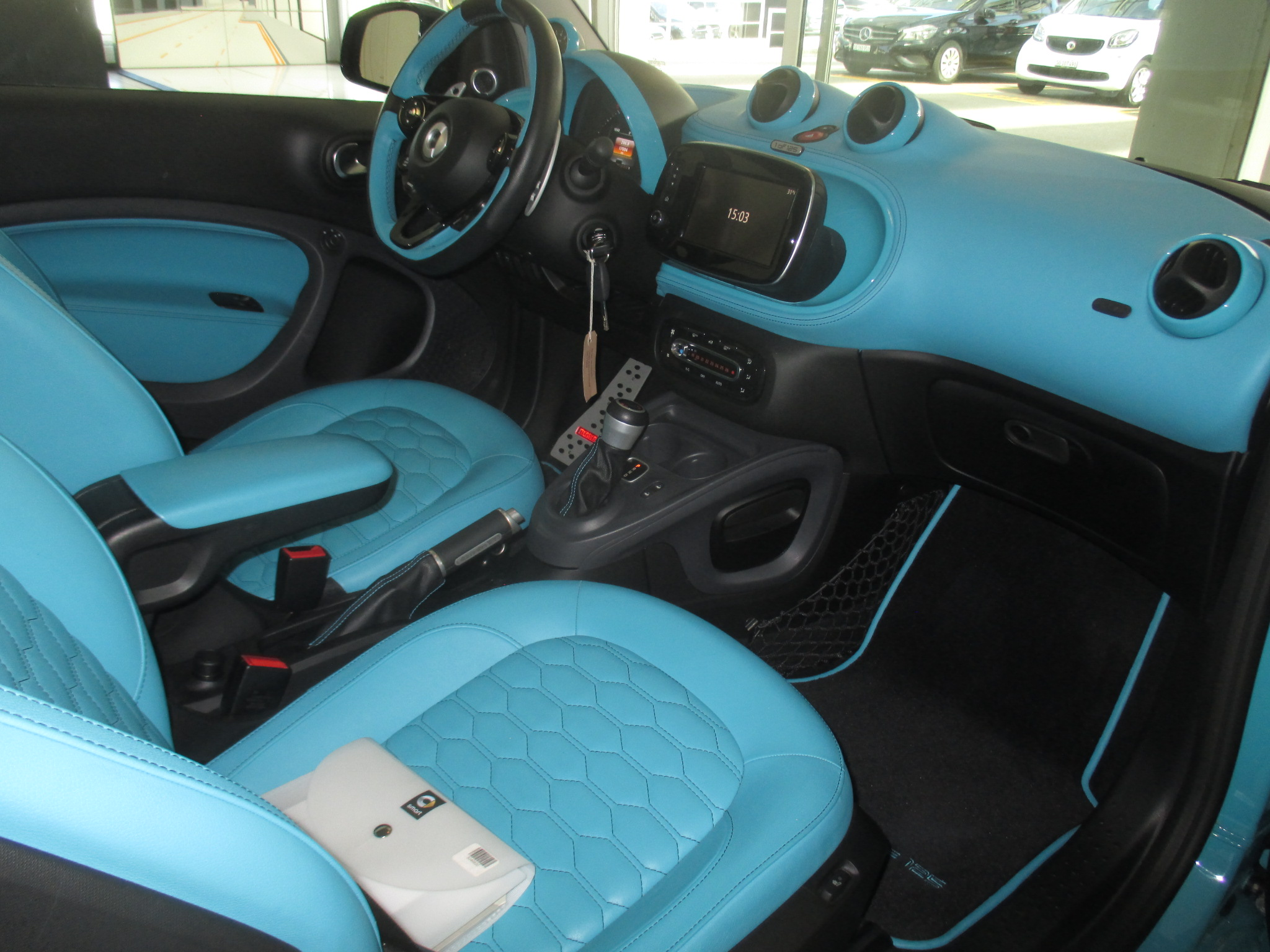
Ultimate 125 (Innenansicht)

### Fortwo 453 Electric Drive (ED 4)
Auf dem Pariser Autosalon 2016 wurde die insgesamt vierte Elektroversion (ED 4) in der dritten Karosserie-Generation präsentiert. Dieser Elektromotor wurde ab 2017 im fortwo, im fortwo Cabrio und erstmals auch im forfour angeboten. Der Smart ED 4 ist an weißen Schriftzügen vorne und hinten zu erkennen, außerdem am ED-Stecker-Logo. Im Sondermodell Greenflash sind die Tridion-Zelle und die Außenspiegel in electric green lackiert. Der Drehzahlmesser aus den Modellen mit Verbrennungsmotor wurde durch ein Powermeter für die abgerufene Leistung ersetzt.
Der Elektromotor wurde von Renault im nordfranzösischen Cléon gebaut und leistet 60 kW (81 PS). Das maximale Drehmoment beträgt 160 Newtonmeter, die Höchstgeschwindigkeit liegt bei abgeregelten 130 km/h. Die Antriebsbatterie hat eine nutzbare Kapazität von 16,7 kWh. Sie wurde im sächsischen Kamenz von der Deutschen ACCUmotive gebaut und besteht aus 96 Zellen des Zulieferers LG Chem. Die Reichweite der Elektro-Smart beträgt bis zu 160 Kilometer. Die Ladezeiten lassen sich mit einer Wallbox von sechs auf 3,5 Stunden verkürzen. Das Laden des Akkus lässt sich mit einer mobilen App steuern. So lässt sich beispielsweise der Innenraum kühlen oder heizen, um später während der Fahrt den Akku nicht zusätzlich zu belasten.
Der Preis für den günstigsten Smart ED4 lag bei der Markteinführung des Modells im März 2017 bei 21.940 Euro; zur Markteinführung wurde das Smart Coupé und Cabrio auch als Sondermodell Greenflash zu Preisen ab 27.839 Euro angeboten.
Im März 2018 wurde die elektrische Version in Smart EQ umbenannt, wie die geplante elektrische EQ-Familie von Mercedes-Benz, mit schwarz lackierten Nightsky-Sondermodellen. Zudem war der 22‑kW-Onboardlader ab Mai 2018 erhältlich und kostete 840 Euro extra. Ältere Fahrzeuge konnten nicht nachgerüstet werden. Zudem wurde die App „EQ Control“ angekündigt. Im März 2023 gab Smart bekannt, dass der 453 noch bis April 2023 bestellt werden könne. Die Produktion endete schließlich Ende März 2024.

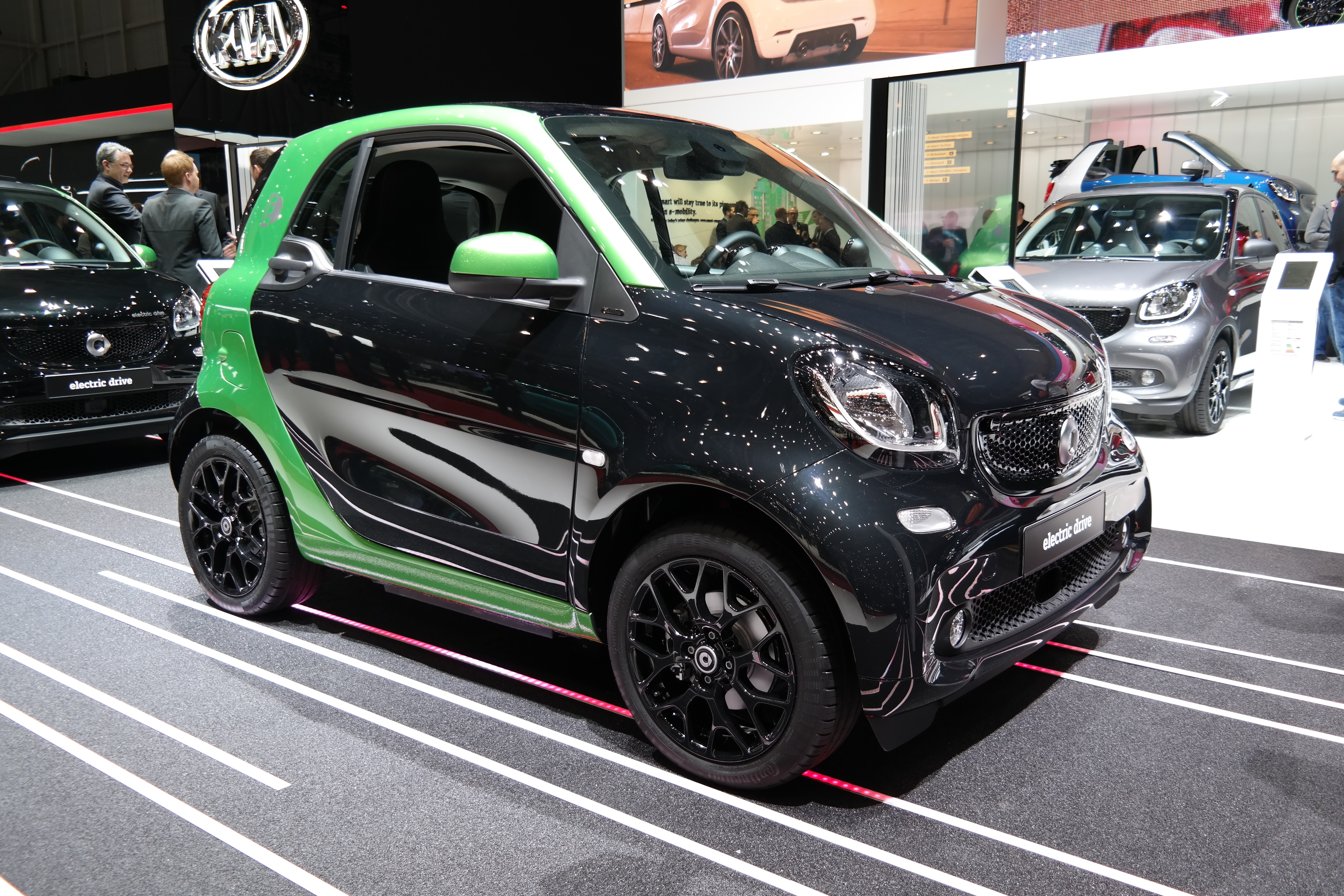
Fortwo ED (2017–2019)
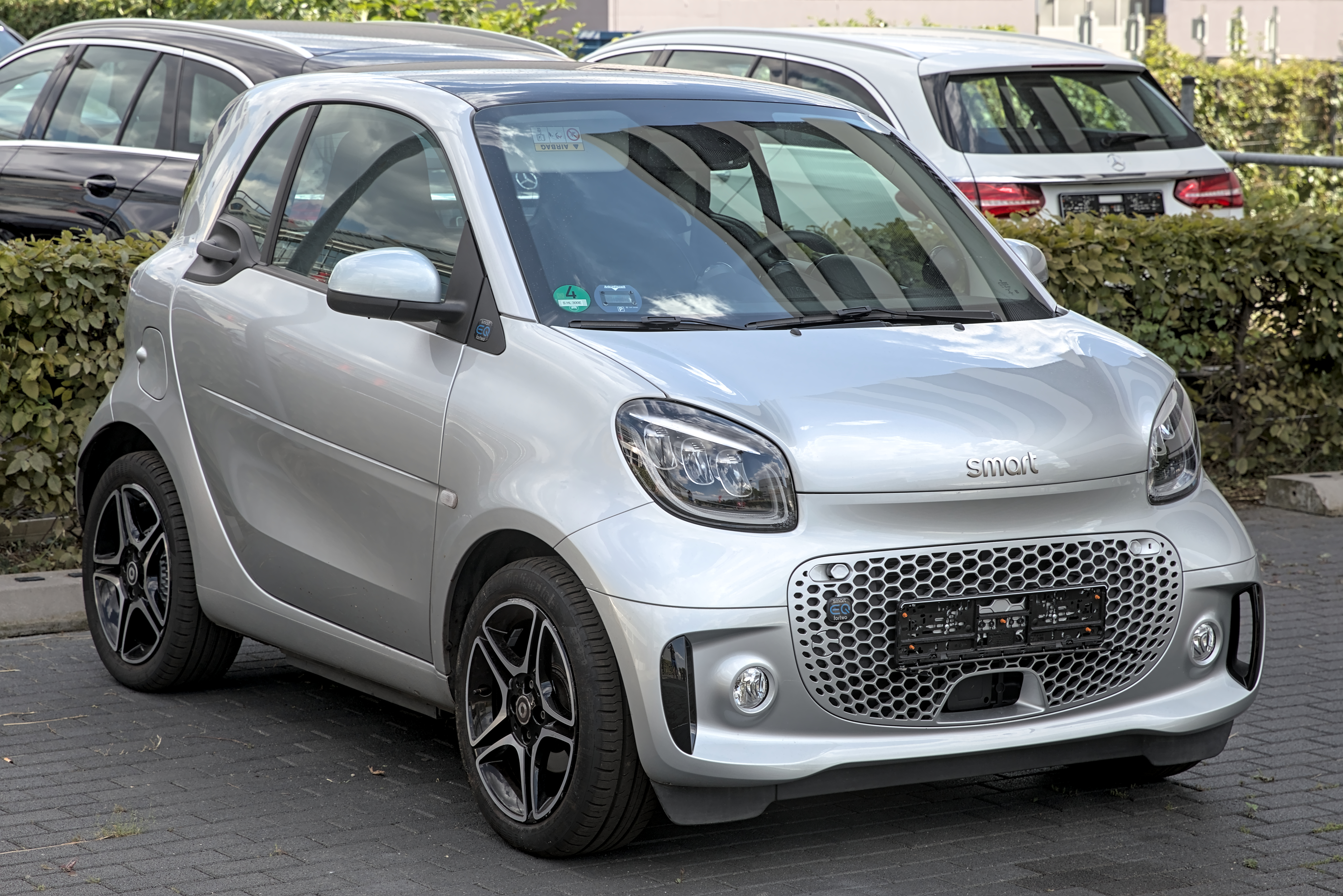
EQ Fortwo (2019–2024)
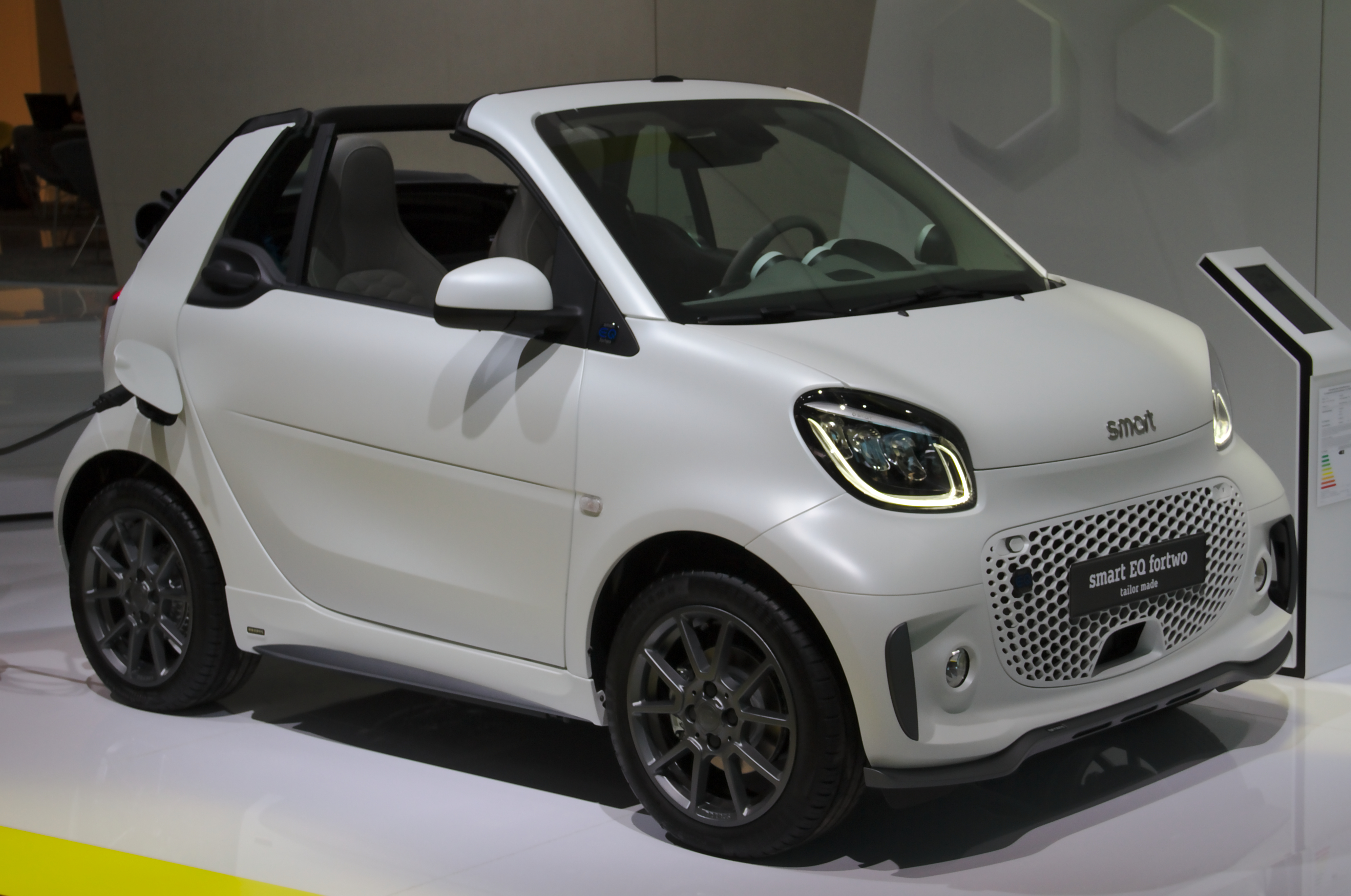
EQ Fortwo Cabrio (2019–2024)

#### Fortwo 453 Brabus Ultimate E
Im September 2020 präsentierte Brabus mit dem Ultimate E eine leistungsgesteigerte Version des EQ. Mit 68 kW (92 PS) leistete sie 10 PS mehr. Die Höchstgeschwindigkeit lag nach wie vor bei 130 km/h.

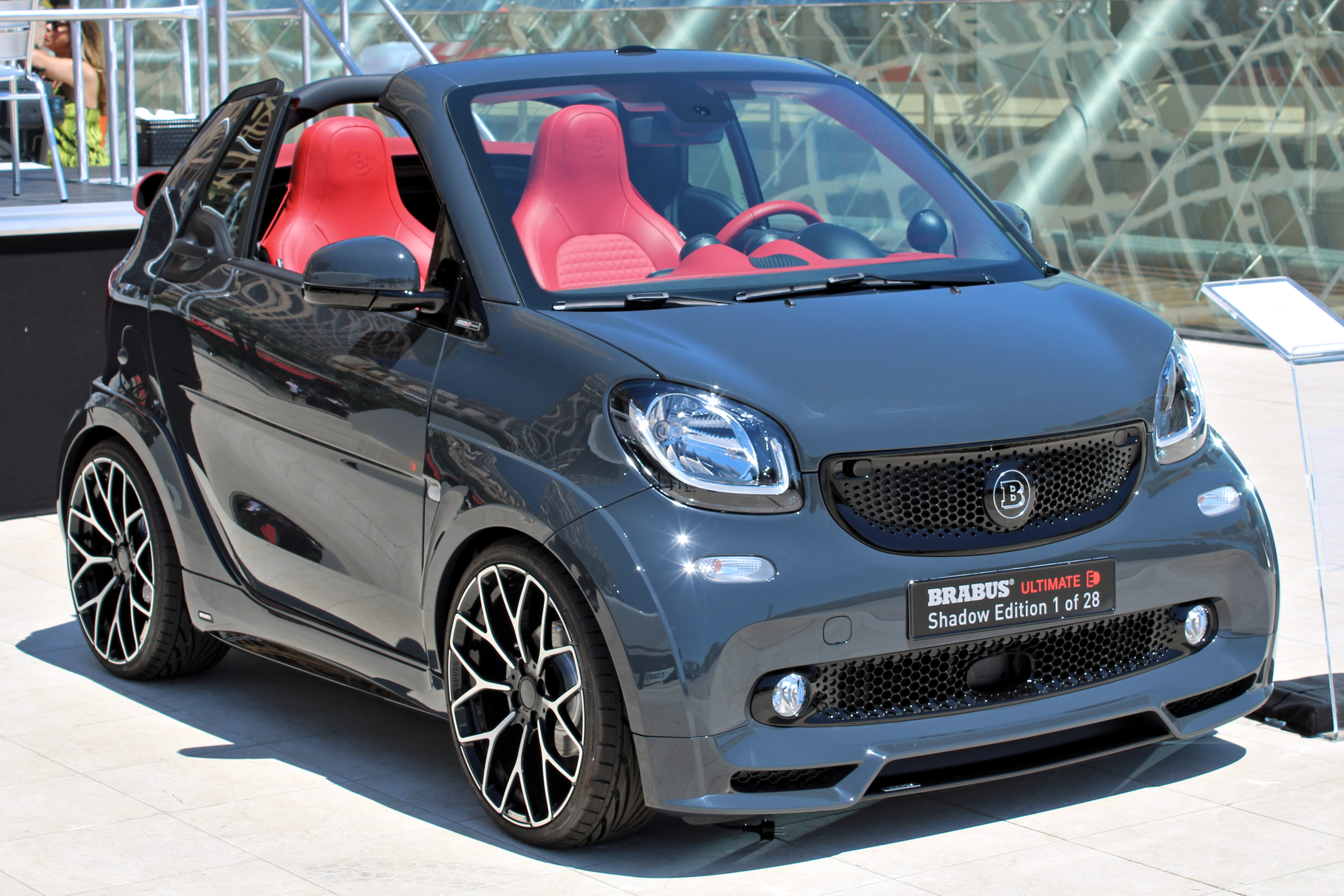
Ultimate E (Frontansicht)
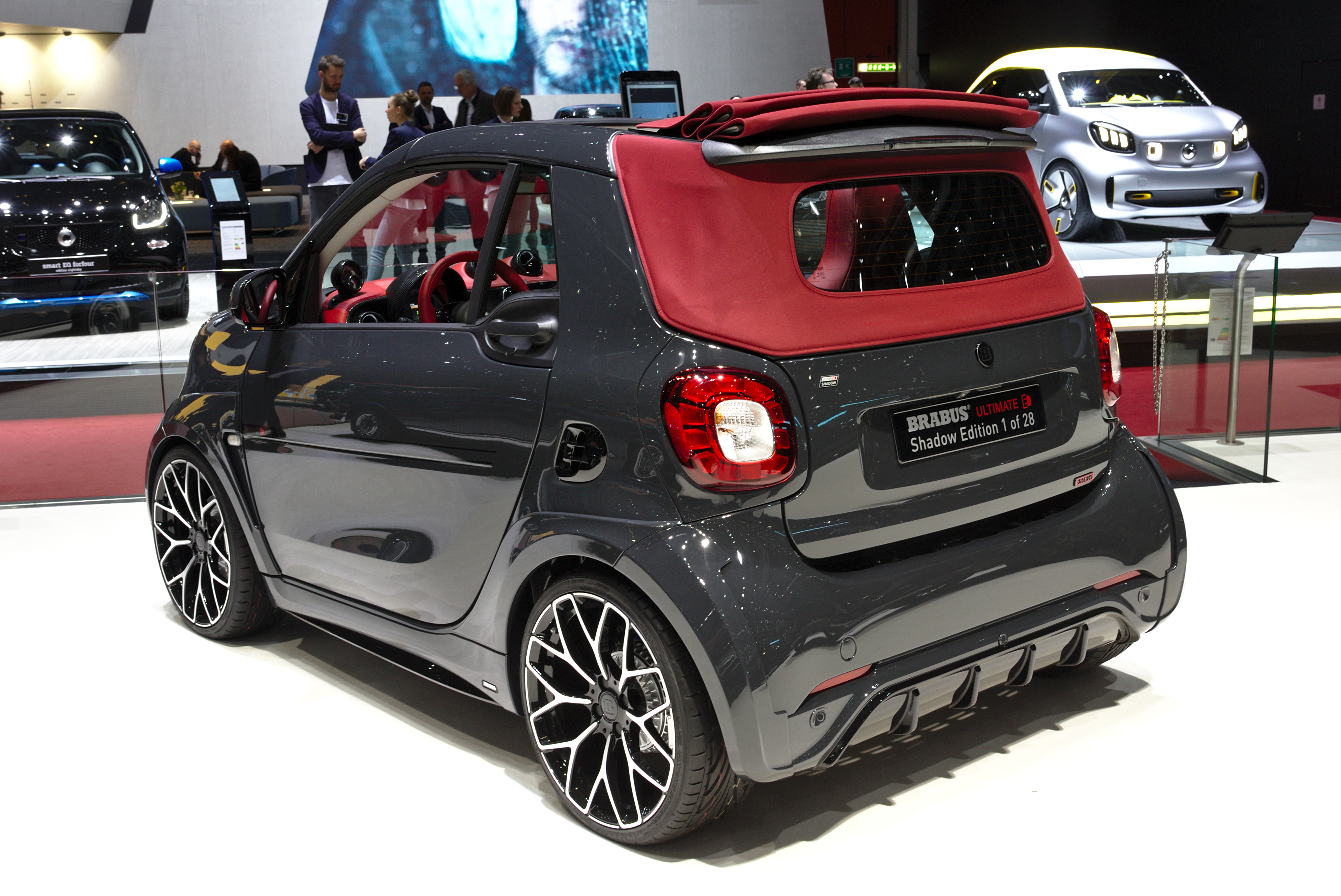
Ultimate E (Heckansicht)

### Technische Daten
| Kenngrößen                                  | 1.0                        | 1.0                                                      | 0.9                                                      | 0.9 Brabus                     | 0.9 Brabus Ultimate 125        |
| ------------------------------------------- | -------------------------- | -------------------------------------------------------- | -------------------------------------------------------- | ------------------------------ | ------------------------------ |
| Bauzeitraum                                 | 01/2015–07/2017            | 11/2014–06/2019                                          | 11/2014–06/2019                                          | 07/2016–08/2018                | 03/2017–08/2018                |
| Motorkenndaten                              |                            |                                                          |                                                          |                                |                                |
| Motorbezeichnung                            | M 281 E 10                 | M281.920                                                 | M281.910                                                 | H4B 45X                        | H4B                            |
| Motortyp                                    | R3-Ottomotor               | R3-Ottomotor                                             | R3-Ottomotor                                             | R3-Ottomotor                   | R3-Ottomotor                   |
| Gemischaufbereitung                         | Saugrohreinspritzung       | Saugrohreinspritzung                                     | Saugrohreinspritzung                                     | Saugrohreinspritzung           | Saugrohreinspritzung           |
| Motoraufladung                              | —                          | —                                                        | Turbolader                                               | Turbolader                     | Turbolader                     |
| Hubraum                                     | 999 cm³                    | 999 cm³                                                  | 898 cm³                                                  | 898 cm³                        | 898 cm³                        |
| max. Leistung                               | 45 kW (61 PS) bei 6000/min | 52 kW (71 PS) bei 6000/min                               | 66 kW (90 PS) bei 5500/min                               | 80 kW (109 PS) bei 5750/min    | 92 kW (125 PS) bei 5550/min    |
| max. Drehmoment                             | 91 Nm bei 2850/min         | 91 Nm bei 2850/min                                       | 135 Nm bei 2500/min                                      | 170 Nm bei 2000/min            | 200 Nm bei 2000/min            |
| Kraftübertragung                            |                            |                                                          |                                                          |                                |                                |
| Antrieb, serienmäßig                        | Hinterradantrieb           | Hinterradantrieb                                         | Hinterradantrieb                                         | Hinterradantrieb               | Hinterradantrieb               |
| Getriebe, serienmäßig                       | 5-Gang-Schaltgetriebe      | 5-Gang-Schaltgetriebe [ 6-Gang-Doppelkupplungsgetriebe ] | 5-Gang-Schaltgetriebe [ 6-Gang-Doppelkupplungsgetriebe ] | 6-Gang-Doppelkupplungsgetriebe | 6-Gang-Doppelkupplungsgetriebe |
| Messwerte                                   |                            |                                                          |                                                          |                                |                                |
| Höchstgeschwindigkeit                       | 151 km/h                   | 151 km/h [ 151 km/h ]                                    | 155 km/h [ 155 km/h ]                                    | 165 km/h                       | 175 km/h                       |
| Beschleunigung, 0–100 km/h                  | 15,6 s                     | 14,4 s [ 15,1 s ]                                        | 10,4 s [ 11,3 s ]                                        | 9,5 s                          | 9,2 s                          |
| Leergewicht (DIN)                           |                            | 890 kg [ 935 kg ] Cabrio 975 kg                          | 915 kg [ 940 kg ] Cabrio 995 kg                          | 995 kg Cabrio 1040 kg          | 995 kg Cabrio 1040 kg          |
| Kraftstoffverbrauch auf 100 km (kombiniert) | 4,5 l Super                | 5,0 l Super [ ? l Super ]                                | 4,2 l Super [ 4,1 l Super ]                              | 4,5 l Super Plus               | 4,6 l Super Plus               |
| CO2-Emission (kombiniert)                   | 104 g/km                   | 115 g/km [ ? g/km ]                                      | 97 g/km [ 96 g/km ]                                      | 102 g/km                       | 104 g/km                       |
| Abgasnorm nach EU-Klassifikation            | Euro 6                     | Euro 6                                                   | Euro 6                                                   | Euro 6                         | Euro 6                         |

|                                   | Electric Drive / EQ         |
| --------------------------------- | --------------------------- |
| Bauzeitraum                       | 03/2017–03/2024             |
| Motorkenndaten                    |                             |
| Motorbezeichnung                  | Renault 5AL                 |
| Motortyp                          | AC-Synchronmotor            |
| Batterietyp                       | Lithium-Ionen-Batterie      |
| Batteriekapazität, nutzbar        | 16,7 kWh                    |
| Ladeleistung                      | 4,6 kW (22 kW)              |
| max. Leistung                     | 60 kW (82 PS)               |
| max. Drehmoment                   | 160 Nm                      |
| Kraftübertragung                  |                             |
| Antrieb, serienmäßig              | Hinterradantrieb            |
| Getriebe, serienmäßig             | 1-Gang-Getriebe             |
| Messwerte                         |                             |
| Höchstgeschwindigkeit             | 130 km/h (abgeregelt)       |
| Beschleunigung, 0–100 km/h        | 11,5 s (Cabrio: 11,8 s)     |
| Leergewicht (DIN)                 | 1.010 kg                    |
| Verbrauch auf 100 km (kombiniert) | 12,9 kWh (Cabrio: 13,0 kWh) |
| Reichweite nach NEFZ              | 160 km                      |

### Smart Forease
Zum 20-jährigen Jubiläum der Marke wurde auf dem Pariser Autosalon im Oktober 2018 das Konzeptfahrzeug Smart Forease präsentiert. Es hatte eine verkürzte Frontscheibe und verzichtete auf ein Dach. Damit sollte es an den zwischen 2002 und 2003 gebauten Crossblade erinnern. Angetrieben wurde das Konzeptfahrzeug von einem Elektromotor. Auf dem Genfer Auto-Salon im März 2019 präsentierte Smart das Konzeptfahrzeug Forease+ mit Dach.

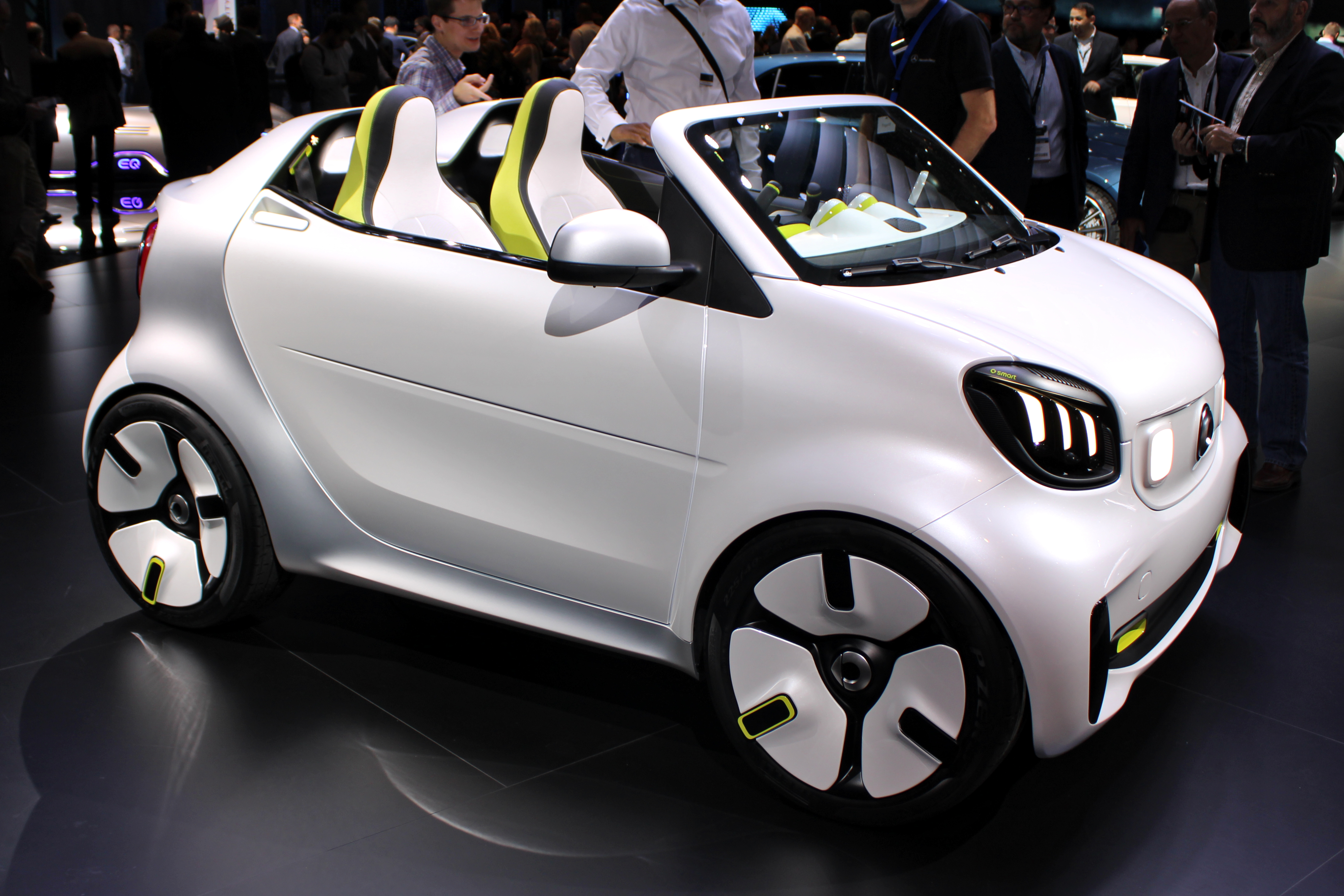
Smart Forease auf dem Pariser Autosalon 2018
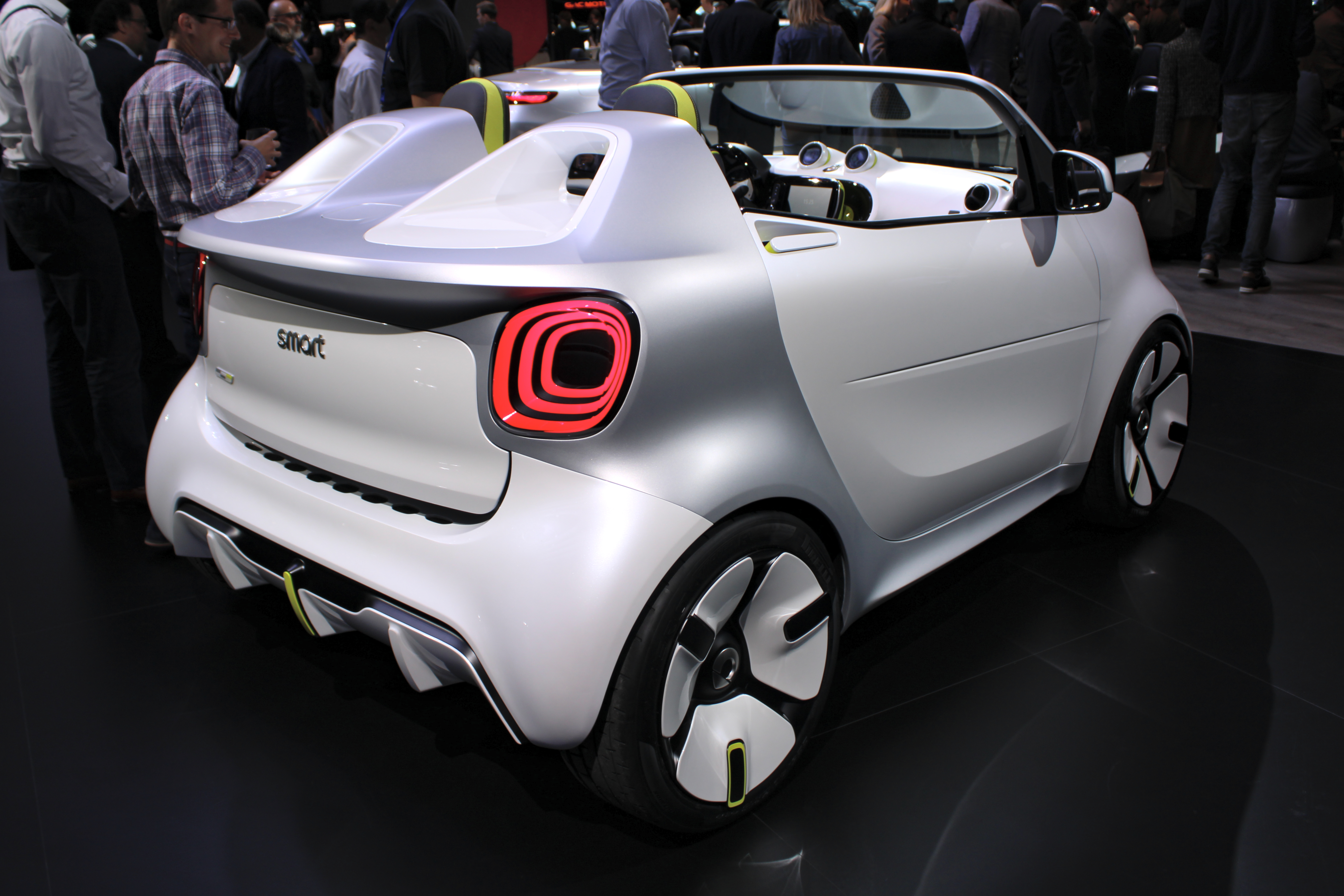
Heckansicht
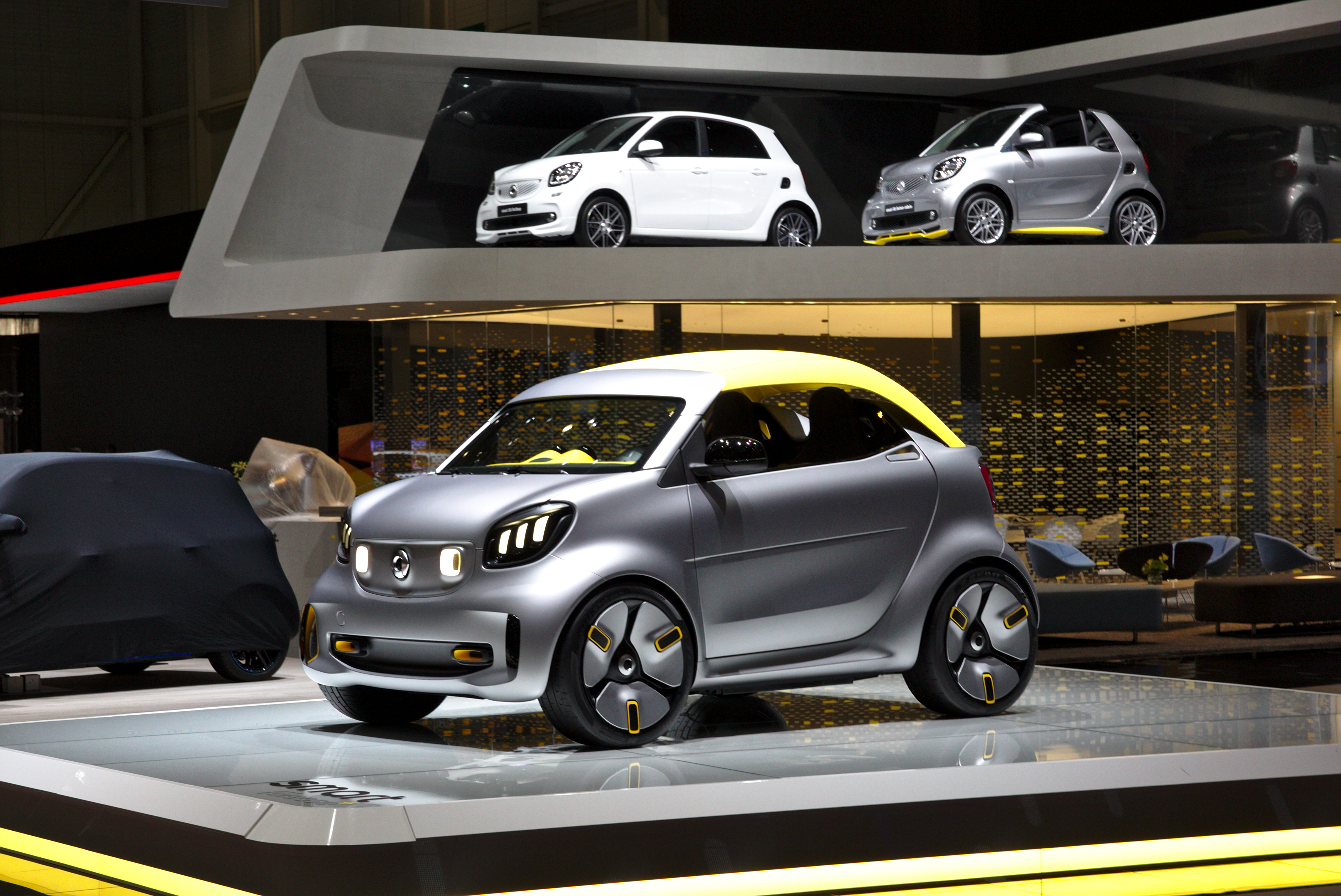
Smart Forease+ auf dem Genfer Auto-Salon 2019
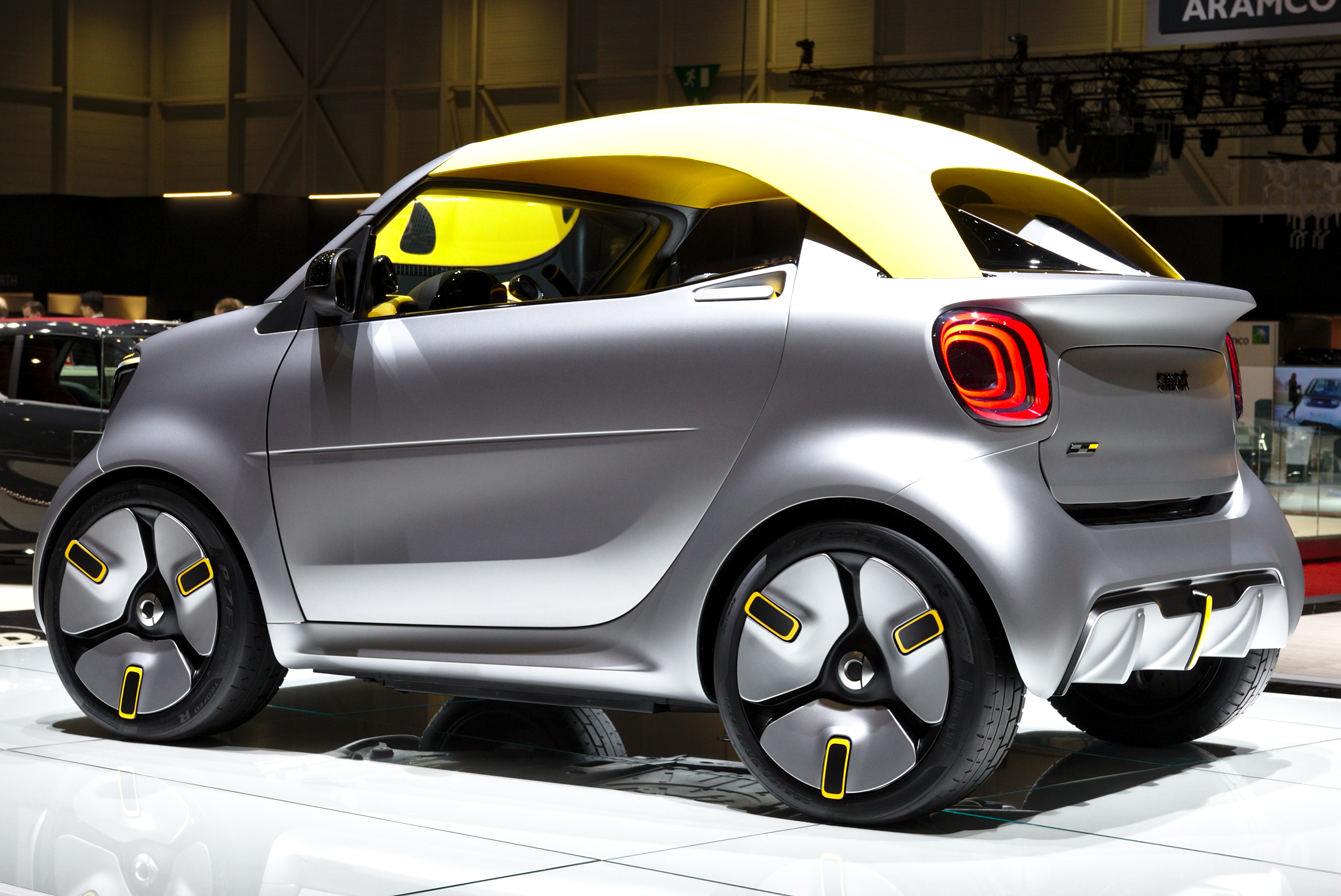
Heckansicht